# Black Panther Party
Pour les articles homonymes, voir Black Panther et BPP.
Le Black Panther Party ou BPP (à l'origine le Black Panther Party for Self-Defense) est un mouvement révolutionnaire de libération afro-américaine d'inspiration marxiste-léniniste et maoïste, formé en Californie le 15 octobre 1966 par Bobby Seale et Huey P. Newton. Il a atteint une échelle nationale avant de s'effondrer au milieu des années 1970, à cause de tensions internes et des actions menées par l'État, en particulier par le FBI (arrestations et agitation de factions rivales via des infiltrés). Ce mouvement a la particularité d'avoir eu dès le début la participation de femmes activistes, qui s'est accentuée tout au long de la vie de ce parti allant même jusqu'à dépasser le nombre d'hommes.
L'organisation est connue pour son programme « Free Breakfast for Children », l'utilisation du terme « pigs » (cochons) pour décrire les agents de police corrompus ainsi que pour avoir apporté des armes à feu au Capitole de l'État de Californie. Le mouvement a influencé les mouvements anti-impérialistes ultérieurs.
Les membres du Black Panther Party, à l'exemple de Huey P. Newton et de Eldridge Cleaver, ont été impliqués dans de nombreux échanges de tirs mortels avec la police.

## Contexte historique
Les années 1960 sont marquées par l'importance de la mobilisation pour les droits civiques conjuguée à la persistance des inégalités socio-économiques entre Noirs et Blancs. Les émeutes de Watts en août 1965, consécutives à une altercation entre un jeune afro-américain et des policiers, portent un coup aux espoirs suscités par le Voting Rights Act de la même année. Elles témoignent d'un essoufflement de l'engagement intégrationniste de la première moitié de la décennie. En 1964, un tiers des 40 millions d'Américains vivant sous le seuil de pauvreté sont des Noirs alors qu'ils représentent 10 % de la population. Si la guerre contre la pauvreté a permis d'améliorer les conditions sociales des plus démunis, elle est restée insuffisante et la politique sociale du président Johnson s'est infléchie après l'entrée en guerre au Viêt Nam. En outre, le principe de la non-violence portée par Martin Luther King commence à perdre de la popularité, surtout auprès de la jeunesse et des habitants des ghettos, mais pas seulement. En effet, la Marche contre la peur de 1966 révèle l'ampleur des divergences stratégiques dans le mouvement noir, le Student Nonviolent Coordinating Committee et le Congress of Racial Equality défendant la légitimité de l'autodéfense armée pendant la manifestation, contrairement au National Association for the Advancement of Colored People et à la National Urban League. Stokely Carmichael, élu en 1966 à la tête du Student Nonviolent Coordinating Committee, participe à la radicalisation de son organisation en exhortant à l'autonomie politique des Noirs et à la nécessité de la conquête du pouvoir. Il contribue, avec d'autres personnalités comme le député Adam Clayton Powell et l'avocat Floyd McKissick (en) à mettre en avant le Black Power comme objectif politique et condition de l'émancipation des Noirs. Enfin, l'émergence du parti en Californie joue également un rôle dans sa spécificité. Dans la région de San Francisco, principal foyer de la communauté afro-américaine sur la Côte Ouest, il y a eu une recrudescence de l'activisme noir depuis le début de la décennie 1960 en lien avec l'accroissement du nombre d'étudiants noirs, dont une partie était issue de la classe ouvrière, à la différence des générations antérieures.
L'émergence des Panthers est également à mettre en relation avec les luttes de libération nationale du Tiers-Monde et la décolonisation, en particulier africaine, dans la mesure où elle inspire le mouvement, en particulier à travers la figure de Frantz Fanon. Le parti décrit ainsi souvent la police comme une force d'oppression coloniale.

## Naissance de l'organisation

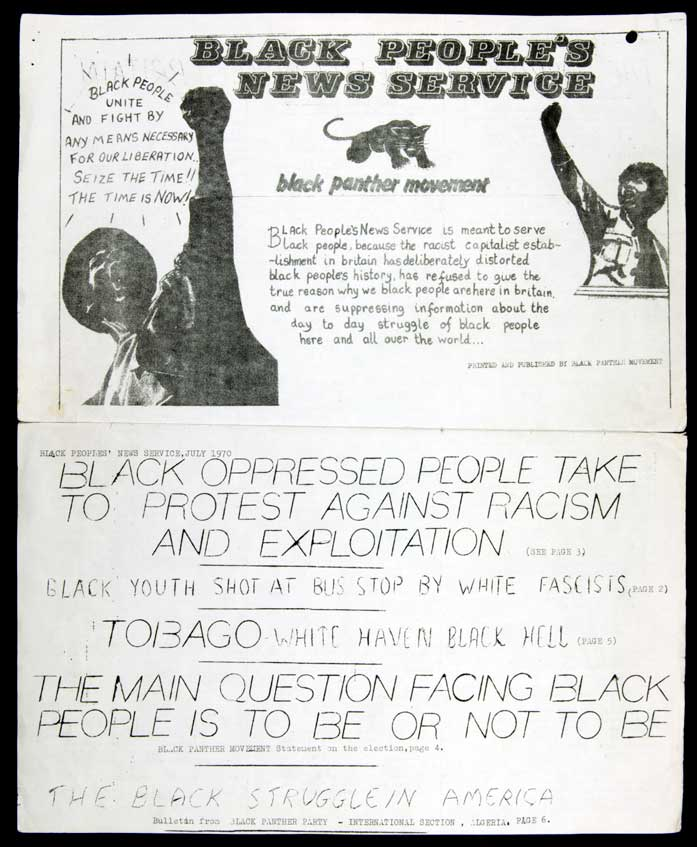
Le parti dispose d'un service de publication qui permet de faire connaître le mouvement et d'encourager à la lutte contre le racisme.

### Fondateurs
Le Black Panther Party, pouvant se traduire en français par le Parti panthère noire, est le fruit de la rencontre de deux jeunes militants de la cause noire, Huey P. Newton et Bobby Seale, à Oakland dans la région de la baie de San Francisco en Californie. Selon les sources, les deux hommes se seraient rencontrés en 1962 au Merritt College d'Oakland auquel Newton s'était inscrit en droit ou lors de conférences organisées par l'Afro-American Association (AAA), une association née sur le campus de Berkeley en 1961 dont l'audience était importante dans le sud de la Californie. Son chef, Donald Warden, était l'une des figures locales de la communauté noire,.
Newton, plus radical que Seale, est alors attiré par le nationalisme noir prôné par Malcolm X. Newton est à l'origine plus proche de la position intégrationniste et non-violente du NAACP (National Association for the Advancement of Colored People), dont il commence à se distancer. Les deux hommes se détachent rapidement de l'AAA pour rejoindre le Revolutionary Action Movement (RAM) qu'ils quittent aussi, critiquant sa démarche trop tournée vers la réflexion théorique et son incapacité à porter son action sur le terrain pour résoudre les problèmes concrets rencontrés par les plus pauvres des Afro-Américains.
Newton s'inscrit parallèlement à la San Francisco Law School. Il purge en 1964 une peine de prison de six mois, consécutive à une agression à l'arme blanche. À sa sortie de prison, en 1965, les deux hommes se retrouvent au Merritt College où ils adhèrent au Soul Student Advisory Council, une structure émanant du RAM. Ils participent à une mobilisation pour mettre en place un cycle de cours sur l'histoire des Noirs. Seale travaille alors au centre de lutte contre la pauvreté d'Oakland Nord (North Oakland Neighborhood Anti-Poverty Center) où il est confronté quotidiennement aux problèmes économiques et sociaux qui touchent la population noire.
Cette situation sociale s'accompagne d'un accroissement des tensions entre la police et la population noire dans la ville d'Oakland, notamment après les émeutes de Watts (1965) dans la ville de Los Angeles. L'insatisfaction qu'ils éprouvent, devant les réponses faites par les différentes organisations auxquelles ils ont successivement adhéré, les persuade de créer leur propre structure et de prôner l'action directe. D'autres groupes les avaient précédés dans l'utilisation de la violence à des fins politiques et d'autodéfense, dont la section du NAACP dirigée en Caroline du Nord par Robert F. Williams dans les années 1950 et les Deacons for Defense (en) au début des années 1960.

### Enregistrement du parti
Dans la première quinzaine d'octobre 1966, les fondateurs du parti rédigent le Programme en dix points, véritable plateforme de démonstration idéologique propre au Black Panther Party, qui s'inspire directement des préoccupations de la population et vise à être aisément compréhensible par les moins instruits. Il s'agit de l'acte de naissance du Black Panther Party pour l'Autodéfense. Seale en devient le président, Newton le « ministre de la Défense ». Le mouvement s'ancre dès ses origines dans une perspective anti-capitaliste et internationaliste : « Nous ne combattons pas le racisme par le racisme. Nous combattons le racisme par la solidarité. Nous ne combattons pas le capitalisme exploiteur par le capitalisme noir. Nous combattons le capitalisme par le socialisme. Et nous ne combattons pas l'impérialisme avec plus d'impérialisme. Nous combattons l'impérialisme avec l'internationalisme prolétarien. [...] Nous croyons que notre combat est une lutte des classes et non pas une lutte raciale ».
Dès les années 1970, les femmes sont plusieurs milliers à rejoindre le BPP, représentant 60 % des membres du parti,,. Les plus célèbres sont Elaine Brown, Kathleen Cleaver, Assata Shakur ou encore Ericka Huggins. D'après cette dernière, « si vous étiez une Black Panther, vous étiez une féministe ». L'historienne Sylvie Laurent relève que « la misogynie voire le sexisme n'ont bien sûr pas été éradiqués au sein des Panthers et la parité n'a jamais été totale. Mais la dynamique sociale au sein des Panthers était marquée par une quête constante de parité et une véritable réflexion sur le rôle des femmes dans la lutte. Autant que les hommes, elles tenaient le microphone en public et, à la tête de nombreuses sections, elles infléchirent en sous-main le travail du BPP ».

### Origines du nom et de son emblème
Après les émeutes de Watts, des patrouilles de surveillance des agissements de la police, les Community Alert Patrols, sont créées et les activistes apposent des panthères noires sur les voitures de patrouille, de nombreuses organisations emboitant le pas.
L'emblème et le nom de l'organisation s'inspirent toutefois directement de la Lowndes County Freedom Organization (en) (LCFO), un parti né dans le sillage de la Marche de Selma de 1965, organisée par une coalition d'organisations luttant pour les droits civiques. Lors de leur passage dans le comté de Lowndes, composé par une écrasante majorité de Noirs mais dirigé par des démocrates blancs, les membres du Student Nonviolent Coordinating Committee (SNCC), parmi lesquels Stokely Carmichael et Gwen Patton (en), entreprennent de créer un parti ayant la vocation de représenter les intérêts des Noirs, le LCFO, qui est le premier Black Panther Party. Une démarche similaire a lieu en 1964 dans l'État du Mississippi où le Mississippi Freedom Democratic Party avait contesté avec succès la « légitimité du Parti démocrate local ».

#### Loi sur l'iconographie des partis politiques
La loi de l'Alabama oblige tous les partis à présenter une identification visuelle pour les votants analphabètes. Ruth Howard du SNCC, contacté par Courtland Cox, présente d'abord un pigeon mais les acteurs du SNCC refusent cet emblème jugé trop doux. La deuxième proposition est une panthère noire, la mascotte du Clark College d'Atlanta. Cette image est remarquée par Seale, et Newton par la suite.

#### Influences du LCFO, symbole de la panthère et du Black Power
Mark Comfort (en), un militant bien connu localement, se rend à Lowndes pour travailler à l'enregistrement des électeurs et électrices noirs aux côtés du SNCC, et ramène des informations à propos du LCFO et de son iconographie à Oakland. Des chefs de file du LCFO se rendent également au chapitre de Berkerley de la SNCC pour présenter leurs actions de militantisme « grassroot ». Les liens sont renforcés par la tenue de deux conférences Black Power qui se tiennent à l'Université de Californie à Bekerley en octobre 1966. La première a pour objectif de lever des fonds pour le Black Panther Party (LCFO). La deuxième est chapeautée par la Students for a Democratic Society et rassemble des personnes militantes au niveau local et national autour de la thématique du Black Power. Mark Comfort et Maulana Karenga de Los Angeles y assistent. Stokely Carmichael y fait une présentation du Black Panther Party d'Alabama. Newton et Seale fondent le Black Panther Party for Self Defense le même mois et Newton suggère l'utilisation de la même symbolique de la panthère noire pour le nouveau parti, aussi bien pour le logo que pour le nom. Le logo et le nom de la panthère noire du LCFO sont inclus dans le document fondateur du parti, intitulé What We Want Now! What We Believe (en français Ce que nous voulons et ce que nous croyons)) le manifeste fondateur du parti.

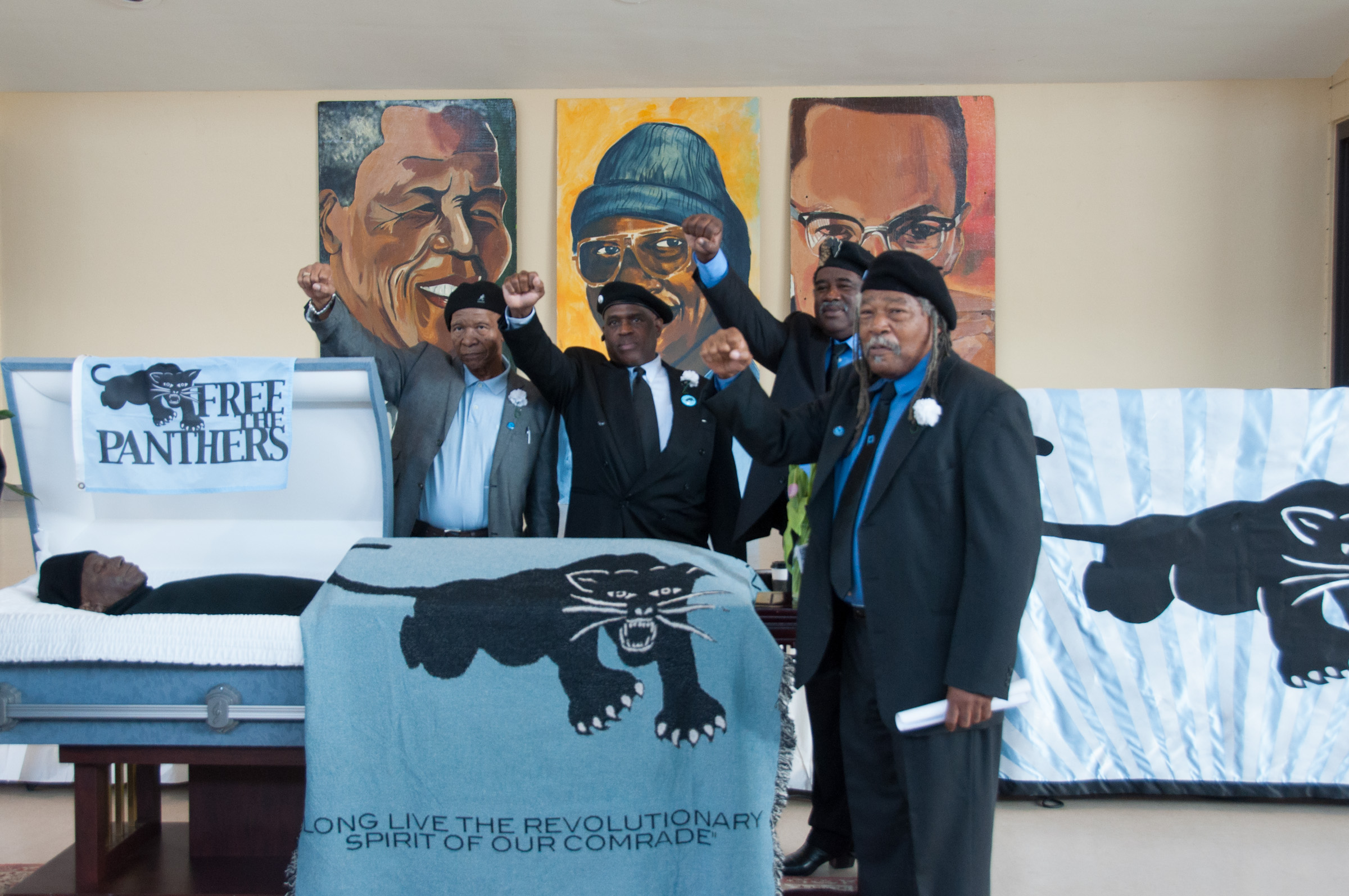
Rassemblement en hommage à Herman Wallace, mort peu après sa sortie de prison.

L'adoption de ce symbole, qui coïncide avec le développement de l'usage du slogan « Black Power », est l'une des manifestations du tournant opéré par une partie du mouvement des droits civiques. La rupture entre la Conférence du leadership chrétien du Sud (Southern Christian Leadership Conference ou SCLC) de Martin Luther King et d'autres organisations plus radicales, telles que le SNCC, est alors en passe d'être consommée. En effet, le positionnement vis-à-vis de la violence est l'un des points de discorde entre les deux associations. La violence dont ils sont régulièrement victimes lors de leurs actions dans le Sud du pays amène progressivement les militants du SNCC à rompre avec la doctrine non violente de King.
Dans l'esprit de John Hullet, l'un des chefs de file du SNCC, la panthère noire est « un animal sauvage qui, si on l'attaque, ne reculera pas. Cela voulait dire que nous riposterions si nous le devions […] ».
Ce symbole et le nom de « Black Panther » sont rapidement repris par d'autres organisations dans le pays qui n'entretiennent pas de lien avec le SNCC. À l'origine, le Black Panther Party for Self-Defense, lui-même, n'était pas lié ni au SNCC, ni avec aucun de ces partis.

### Organisation et structure

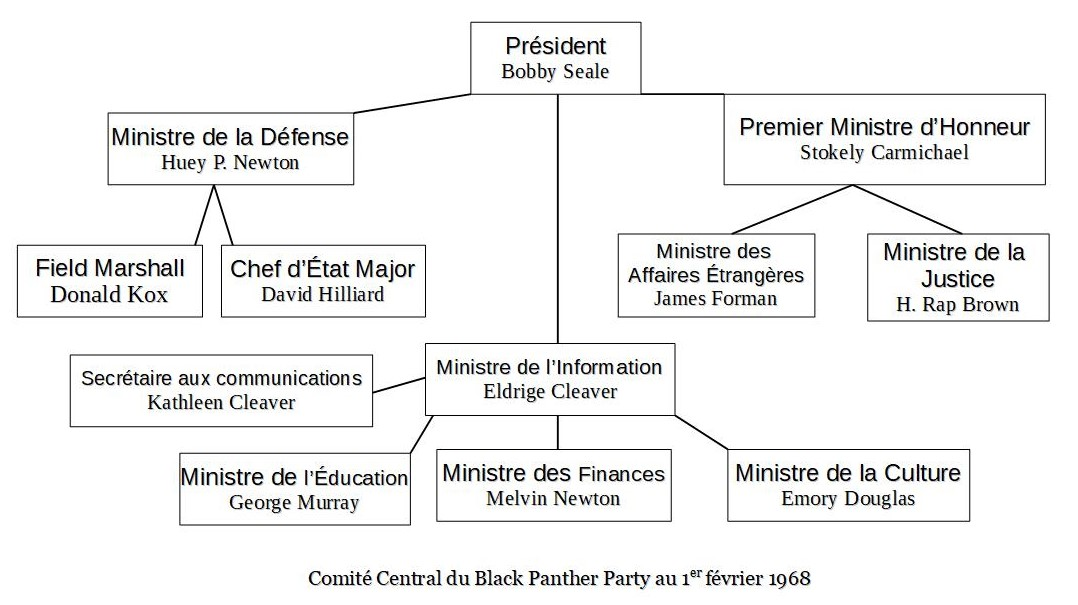

L'organisation du parti n'est pas fixée dès ses débuts et évolue au fil du temps. Il se divise en chapitres répartis par État (celui de Californie en compte deux). Les branches se subdivisent en sections, réparties par quartiers, qui se subdivisent encore en sous-sections. Le comité central joue le rôle d'instance dirigeante et les fonctions se répartissent selon une structure hiérarchique avec des grades, qui prend cependant de moins en moins d'importance.
L'attribution de titres gouvernementaux comme Minister of Defense, Chief of Staff ou Chairman, ainsi que la prétention à endosser des fonctions régaliennes comme la sécurité intérieure peut être considérée comme un moyen de contester la légitimité de l'État et son monopole de la violence.

## Philosophies

### Influences révolutionnaires

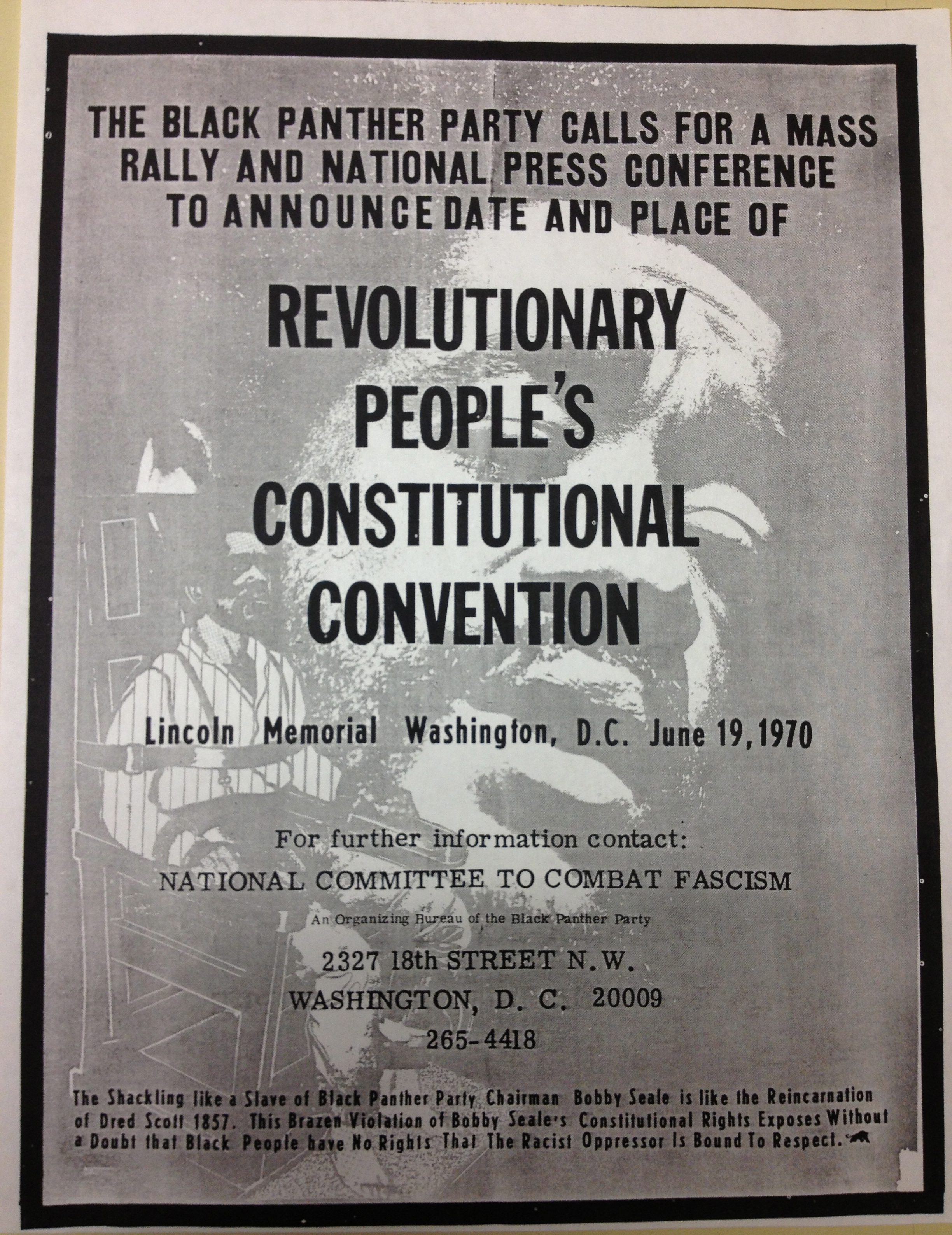
Affiche appelant à la convention de 1970 à Washington.

Frantz Fanon et Malcolm X sont deux références majeures du mouvement. Fanon, l'un des premiers théoriciens marxiste-léninistes d'importance à s'être préoccupé du problème des Noirs avec une analyse de classe, légitime notamment la violence révolutionnaire, considérée comme émancipatrice, et son livre Les Damnés de la Terre rencontre un écho particulièrement favorable, comme le témoigne Eldrige Cleaver dans Les Temps Modernes en 1970. Son analyse de l'usage raciste de la psychiatrie en Algérie inspire la critique de l'industrie médicale américaine comme moyen de contrôle social. Malcolm X est apprécié pour avoir combiné l'érudition et sa capacité à communiquer au plus grand nombre, ainsi que pour le dépassement du nationalisme noir, laissant la possibilité d'alliances avec les Blancs et la critique des chefs de file de la lutte des droits civiques.
Le Black Panther Party est l'une des premières organisations noires à se réclamer du communisme dans le pays, dans un contexte de répression de ce mouvement politique. Les dirigeants et combattants des différentes mouvances, comme Che Guevara ou Hô Chi Minh, sont considérés comme une source d'inspiration, bien que le parti reste indépendant des organisations communistes. Les Black Panthers reprennent une rhétorique révolutionnaire engagée contre le capitalisme et l'impérialisme, notamment identifiés aux États-Unis. De plus, des liens de solidarité sont créés avec des organisations révolutionnaires, et en premier lieu avec les Vietcongs. Le maoïsme introduit l'idée que « le pouvoir est au bout du fusil » et la nécessité d'abolir la distance entre les intellectuels et les masses, mais inspire également les programmes communautaires, le mot d'ordre « Servir le peuple » étant repris d'un chapitre du Petit Livre rouge. Deux voyages sont organisés en Chine au début des années 1970, lors desquels les délégations sont sensibilisées à la déprofessionalisation de la médecine. Le docteur Tolbert Small décide d'encourager la pratique de l'acupuncture après avoir participé à la délégation de 1972.
Selon Earl Anthony, en plus du programme et de la hiérarchie du parti, chaque membre devait étudier et lire le Petit Livre rouge de Mao Zedong. Il affirme que le concept de critique et d'autocritique était en particulier bénéfique pour encadrer les divergences et préserver les relations à l'intérieur de l'organisation.
Huey P. Newton, l'un des principaux théoriciens du groupe, conçoit le Black Panther Party comme une organisation marxiste-léniniste parce qu'elle intègre la méthode dialectique en intégrant la théorie et la pratique. Sa pensée évolue en quatre phases : le nationalisme noir, le socialisme révolutionnaire, l'internationalisme et l'intercommunalisme. Si le parti s'imprègne de ces évolutions idéologiques, son action politique ne se rattache pas nécessairement à un courant politique particulier, l'insistance sur l'autodéfense étant par exemple une spécificité des Panthers au cours de son existence. Il existe cependant une certaine tension entre le programme et la pratique du parti d'une part et la pensée de Newton d'autre part : la plateforme insiste sur les besoins de première nécessité et la défense armée des Noirs tandis que la théorie de l'intercommunalisme affirme la nécessité d'un renversement des institutions capitalistes, même Newton soutenant que l'autodétermination des Noirs aide nécessairement la révolution mondiale. Néanmoins, à l'échelle de l'organisation, il n'existe pas d'évolution linéaire et unilatérale de ce type mais plutôt une tension permanente entre le nationalisme noir et le socialisme révolutionnaire.
Le nationalisme révolutionnaire du Black Panther Party s'oppose au nationalisme culturel de Maulana Karenga, focalisé sur l'héritage et la culture des ancêtres. Le courant du nationalisme révolutionnaire indexe l'émancipation des Afro-Américains au changement des structures économiques et sociales dans une visée socialiste mais insiste parallèlement sur la nécessité de l'autonomie et de l'unité des Noirs. Cette perspective n'empêche pas la recherche d'alliance avec les autres groupes révolutionnaires, qui au contraire s'affirme avec le temps, comme le montre la participation du parti au
United Front Against Fascism (en) de 1969. En outre, le programme en dix points s'inspire en partie du manifeste de la Nation of Islam, publié dans Muhammad Speaks, en ce qui concerne la revendication de la liberté, la fin de la brutalité policière, l'exemption du service militaire et la libération des prisonniers. Leur perspective diffère cependant, en ceci qu'elle n'est plus religieuse mais nationaliste.
Le rapport à la territorialité tel qu'il s'exprime dans les discours et les actes de l'organisation sont révélateurs d'une évolution ou d'une tension idéologique entre ancrage local et perspectives politiques internationales. Les programmes de survie portent la lutte dans un terrain urbain circonscrit, porteur d'objectifs matériels et concrets, proche des préoccupations quotidiennes, tandis que l'internationalisme révolutionnaire, notamment défendu par Huey P. Newton, encourage des espaces d'engagement plus larges. Cette position n'a pas été univoque ni consensuelle, Eldrige Cleaver étant par exemple favorable à se concentrer davantage sur la lutte aux États-Unis, du moins avant son exil.

### Revendication des droits de l'homme
Indépendamment de cette perspective révolutionnaire, la lutte des Afro-Américains est défendue au nom de la défense des droits de l'homme. En effet, l'analyse de The Black Panther révèle que la dénonciation des « porcs » est corrélée au refus de la violation des droits de l'homme, de même que la condamnation de la déshumanisation des Noirs, des violences policières voire de leurs conditions de vie génocidaires, comme l'illustre en 1970 le pamphlet de Tabor Capitalism plus Dope Equals Genocide. De même, le parti dénonce l'application inéquitable des lois et se réclame des droits humains pour justifier l'autodéfense des Noirs américains. Le programme en dix points se réfère à la Constitution américaine et à la déclaration d'indépendance, non à des militants communistes. Le capitalisme est aussi condamné pour placer le profit avant l'être humain. Néanmoins, la conception du parti comme un acteur de la défense des droits de l'homme est mise à mal, tant par la représentation médiatique et la répression politique de l'époque qui l'ont diabolisé comme une entité raciste que par le choix de tactiques violentes et de l'échec de la légitimation de l'autodéfense.

### Discours et textes notoires

#### Discours
Un certain nombre de discours emblématiques du parti sont répertoriés dans le livre All Power to the People.
Le 29 octobre 1966, Stokely Carmichael prononce un discours à l'Université de Berkeley, en Californie. Initialement en faveur de la non-violence au sein du SNCC, il se radicalise en assistant à des agressions de manifestants pacifiques dans le Sud. Il popularise la notion de Black Power, notamment contestée par Martin Luther King, et intervient dans les campus dans les années 1966-1967 pour dénoncer la pondération des militants des droits civiques. Dans ce discours, il relie la négation des droits civiques des Noirs à la politique internationale, abordant par exemple le conflit au Viêt Nam.
Kathleen Cleaver, la première des femmes à acquérir un rôle visible dans le parti, tient quant à elle une allocution à la radio le 12 avril 1968, lors du service commémoratif pour Bobby Hutton (en), où elle se prononce sur les crimes racistes et la légitimité de l'autodéfense armée. Elle dépeint Hutton, tué le 6 avril par la police, comme un martyr de l'émancipation des Noirs et une victime d'un système judiciaire criminel.
C'est dans le même contexte, que Bobby Seale s'exprime le 16 avril 1968 au Kaleidoscope Theater, à Los Angeles, avec le soutien du Parti paix et liberté. En plus de décrier la brutalité policière et de revenir sur le programme du parti, il rappelle la compromission d'entreprises américaines avec le régime d'apartheid qui sévit en Afrique du Sud et soutient que les Kennedy ne sont pas des alliés. Il termine son discours par un appel à la mobilisation pour la libération de Huey P. Newton, qu'il compare aux manifestations pour le Viêt Nam.
Au Whittier College, le 22 mars 1971, Stokely Carmichael soutient que les discriminations subies par les Afro-Américains ne sont qu'un avatar de la misère engendrée par la colonisation européenne et décrit le Black Power comme une composante d'un mouvement de libération mondiale. Il affirme que les sociétés communalistes africaines forment un modèle pour l'après-capitalisme.

#### Textes
Plusieurs des textes notables du parti ont été diffusés par son journal. Le 18 mai 1968, Emory Douglas explique la conception de l'art révolutionnaire et de la propagande par le dessin. Une déclaration affirmant le refus de la violence indiscriminée et la légitimité de l'autodéfense armée est diffusé le 23 mars 1968 et le 25 avril 1970. À plusieurs occasions Fred Hampton prédit sa mort comme une perspective de la lutte, comme le met en exergue un article paru dans The Movement en janvier 1970, intitulé « Vous pouvez tuer un libérateur, vous ne pouvez tuer la libération »,,. En prison, Michel Tabor écrit Capitalism plus Dope Equals Genocide, qui accuse le trafic d'héroïne de faire le jeu du capitalisme par sa rentabilité et de profiter au pouvoir en annihilant les forces de la libération. Paru initialement pour le journal, ce texte est ensuite diffusé sous la forme d'une broche diffusée à l'échelle nationale puis internationale. Il sert de plateforme du Lincoln Detox, le programme de désintoxication initiée par les Young Lords à l'hôpital Lincoln (en).

## Programme en dix points

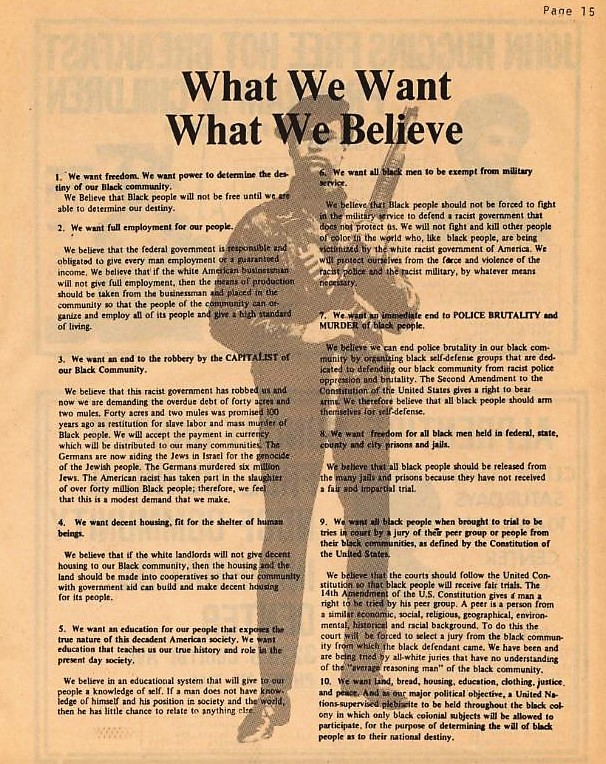
Détail du programme.

Le 15 mai 1967, dans le deuxième numéro du journal Black Panther Newspaper, le Black Panther Party publie la version originale de son programme en dix points (« Ten-Point program »). Ceux-ci ont les titres suivants, :
1. Nous voulons la liberté. Nous voulons pouvoir décider de la destinée de notre Communauté noire ;
2. Nous voulons le plein emploi pour notre peuple ;
3. Nous voulons la fin de la spoliation de notre Communauté noire par les Capitalistes ;
4. Nous voulons des habitations décentes, dignes d'abriter des êtres humains ;
5. Nous voulons pour notre peuple une éducation qui expose la vraie nature de cette société américaine décadente. Nous voulons une éducation qui enseigne notre vraie histoire et notre rôle dans la société d'aujourd'hui ;
6. Nous voulons que les hommes noirs soient exemptés du service militaire ;
7. Nous voulons un arrêt immédiat de la brutalité policière et des meurtres de Noirs ;
8. Nous voulons la liberté pour tous les hommes noirs détenus dans des prisons fédérales, d'États, de comtés et de villes ;
9. Nous voulons que les Noirs, lorsqu'ils sont soumis à un procès, soient jugés par un jury constitués de leurs pairs ou de personnes issues de leurs communautés noires, comme défini dans la constitution des États-Unis ;
10. Nous voulons des terres, du pain, des logements, l'éducation, des habits, la justice et la paix.

## Modalités d'action

### Stratégie de communication

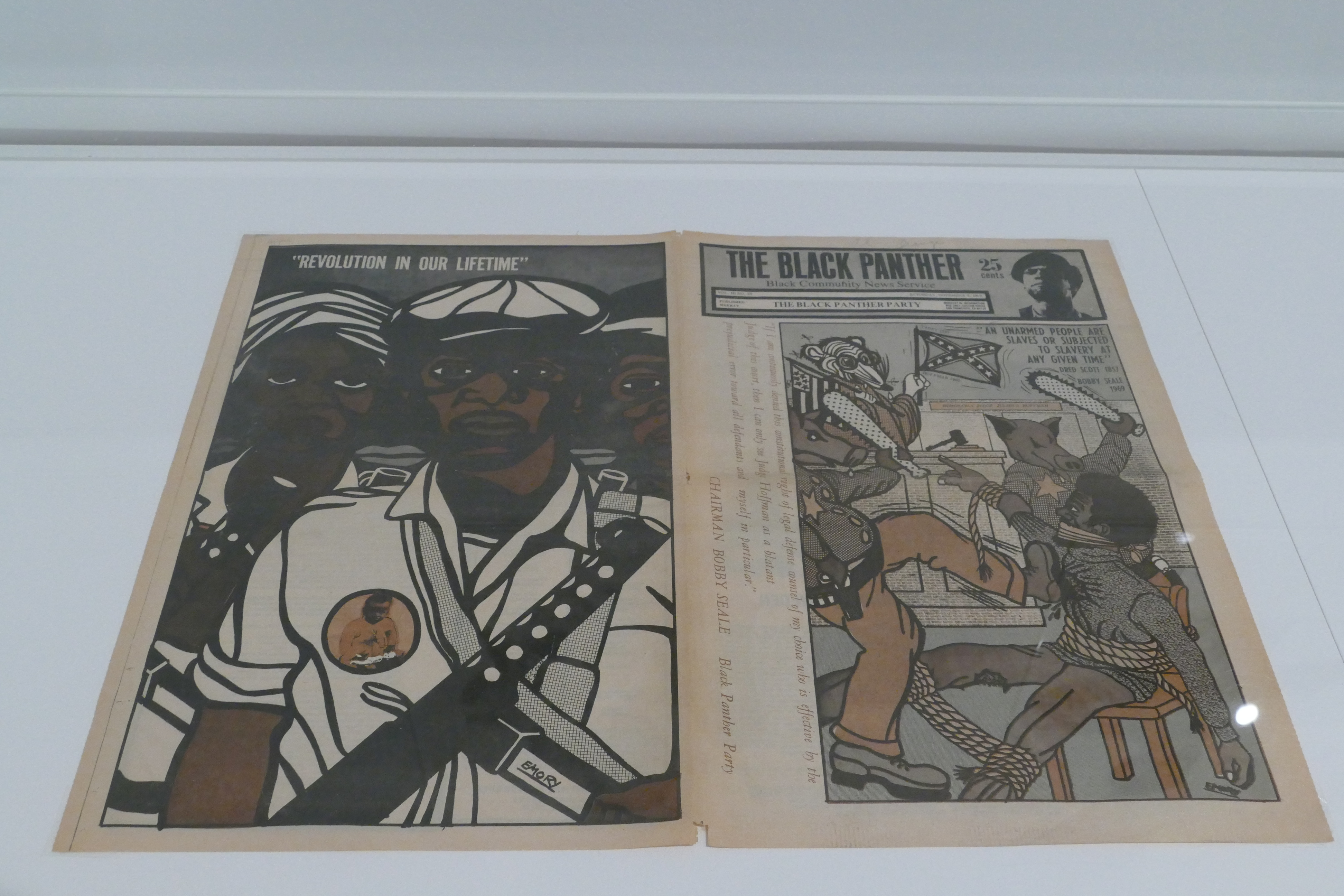

Le parti développe un code esthétique en accord avec son ethos militaire et la valorisation d'une identité Afro, reposant sur la discipline et la virilité. Le style vestimentaire se caractérise par les cols roulés, les vestes en cuir, les lunettes noires et le port du béret. Le vocable et la gestuelle militaires manifestent la volonté de reformuler l'image du corps noir contre sa stigmatisation. Elle rejoint également l'idée d'une guerre en cours contre un État présenté comme oppresseur qui justifie la nécessité de l'autodéfense. Si le Mulford Act (en) de 1967 démilitarise les Black Panthers à Oakland, la symbolique militaire reste une arme rhétorique largement utilisée dans la propagande du parti. Elle est un outil de communication stratégique à part entière pour gagner l'opinion publique et fédérer les partisans, renvoyant également à une certaine image de la libération et de la masculinité. Dans la lignée du Black Arts Movement, le BPP promeut une conception politique de l'art qui se retrouve dans le graphisme du journal et plus largement dans les créations artistiques de ses membres. Le ministre de la Culture Emory Douglas contribue ainsi à développer les images iconiques du Black Power dans la lignée contestataire de son organisation.
Déclarant que « l'art révolutionnaire est un outil de libération », il dessine des centaines de dessins en faveur du programme des Black Panthers. Gayle Dickson est devenue l'une des artistes phare du parti au début des années 1970. D'abord connue sous le nom d'Asali, elle dessine pour le compte des cliniques médicales du chapitre de Seattle avant de venir travailler au sein du journal à Oakland. Elle réinvestit des images traditionnelles de la femme noire en l'associant avec les messages politiques.
La photographie est également mise au service du discours militant. Elle accompagne les formes spectaculaires de la contestation et offre une grande cohérence visuelle, soulignant souvent l'unité et l'engagement des militants. L'une des photographies les plus iconiques date de 1967. Mise en scène par Cleaver, elle montre Huey P. Newton, en veste de cuir noire, coiffé d'un béret, assis sur un trône muni d'un fusil et d'une lance. Destinée à condenser la ligne culturelle et l'agenda politique du parti, elle affirme à la fois la puissance militaire et la masculinité noire. Néanmoins, des images moins sensationnelles et dépourvues de violence, diffusées dans le journal The Black Panther, ne sont pas reprises par la presse nationale, ce qui contribue à entériner une image simplifiée du parti dans l'imaginaire collectif.
Le journal du parti, The Black Panther Intercommunal News Service, est l'une de ses plus visibles manifestations publiques. Publié à partir du 25 avril 1967, il est diffusé dans tout le pays et à l'étranger. Initialement mensuel, il devient hebdomadaire de janvier 1968 à 1978 et cesse de paraître en 1980 après une période de publication sporadique. Il est créé après la mort de Denzil Dowell, abattu par la police à Richmond. Les ventes profitent à la fois au financement du parti et des chapitres locaux. Le journal sert également à établir l'identité du groupe, à donner des informations sur les évènements politiques, à recruter des membres et propager sa vision de la politique intérieure et extérieure des États-Unis. Une analyse thématique des articles publiés entre 1969 et 1973 révèle que les sujets de prédilection sont d'abord relatives à la police et aux services de renseignement, le système judiciaire et la vie du parti avant les questions de logement, de santé, d'éducation et d'autres luttes sociales.

### Patrouilles d'auto-défense

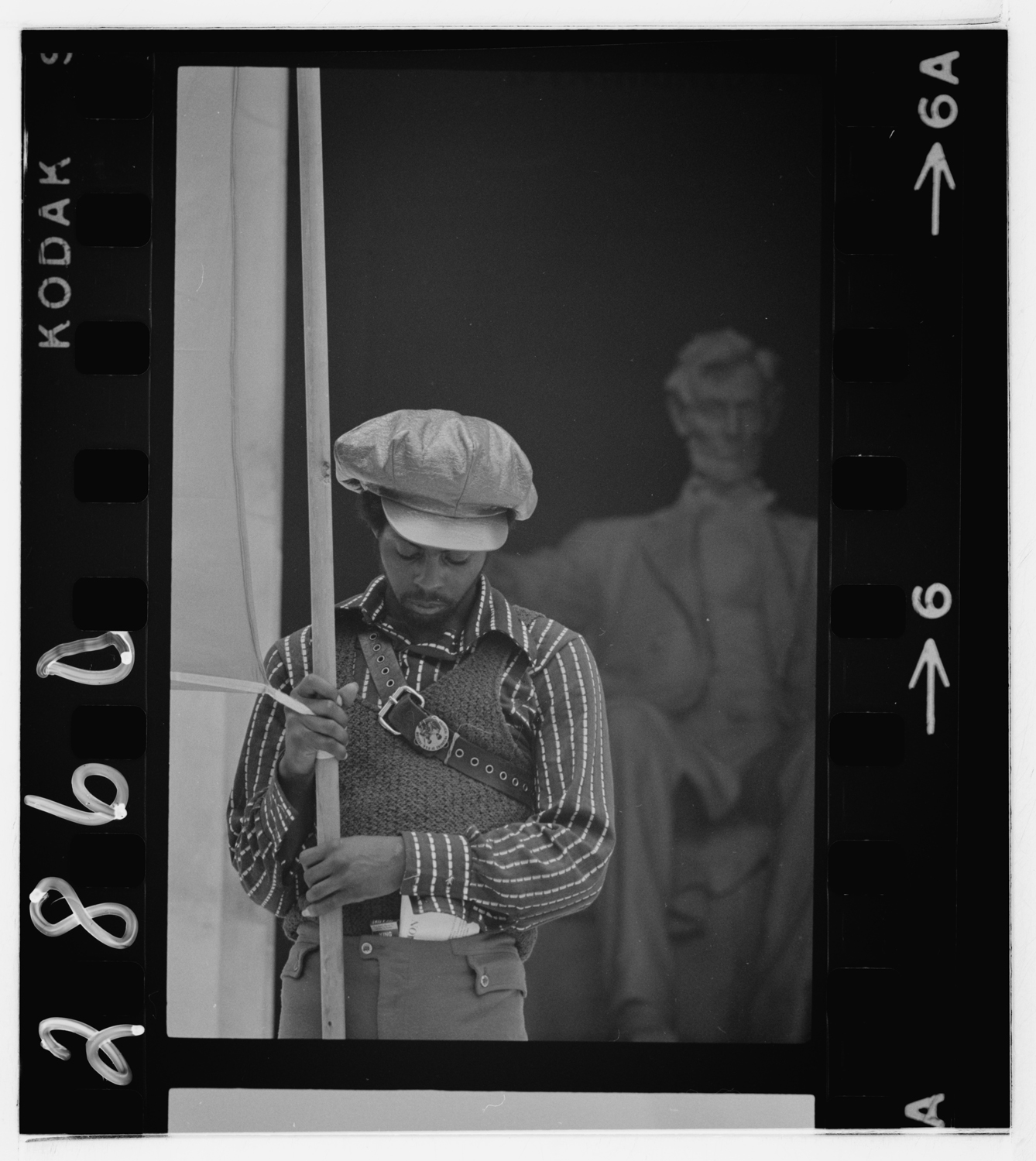
Convention des Black Panthers en 1970.

En janvier 1967, le parti ouvre officiellement son premier bureau à Oakland. Il entreprend quelques mois après sa création une campagne de patrouilles visant à surveiller les agissements de la police de la ville. L'action est censée répondre au septième point de son programme : « Nous exigeons la fin immédiate des brutalités policières et des assassinats de Noirs ». Les Black Panthers s'inspirent d'actions équivalentes menées l'été précédent dans le quartier de Watts en Californie. Des « Patrouilles d'alerte des citoyens noirs » (Negro Citizen Alert Patrols) s'étaient organisées en équipant des véhicules de scanners destinés à écouter et suivre les voitures de la police de Los Angeles. Munies de livres de droit et de magnétophones, les patrouilles s'assuraient de la légalité de chacune des interventions des forces de l'ordre. L'opération est cependant interrompue après que la police eut détruit les appareils d'enregistrement et dispersé les patrouilles par la force.
Les Black Panthers ajoutent un élément à la panoplie initiale du groupe de Los Angeles, en armant les participants des rondes de surveillance de la ville d'Oakland. L'objectif du groupe est toutefois de rester dans le strict cadre de la légalité. Il s'appuie sur le deuxième amendement de la Constitution des États-Unis et la législation de l'État de Californie pour justifier le port d'armes non dissimulées de ses membres. Ces derniers reçoivent une formation sur les droits constitutionnels fondamentaux en matière d'arrestation et de port d'armes. L'adoption de la loi Mulford en juillet 1967 conduit cependant le BPP à abandonner les patrouilles armées et à réorienter son action.

### Travail communautaire

#### Programmes sociaux
Le parti lance une variété de programmes communautaires à visée sociale et politique, comme des distributions de nourriture et de vêtements. L'une des réussites majeures du parti est sans doute le « Free Breakfast for Children Program », initialement organisé à St. Augustine's Church, une église d'Oakland, et qui a nourri des milliers d'enfants durant l'histoire du parti. L'émergence de ces initiatives fin 1968 s'explique, en plus des ambitions politiques affirmées, par le relatif désœuvrement du parti après l'emprisonnement de Huey P. Newton et par le besoin de redorer l'image de l'organisation, ternie par le manque de discipline de certains membres, comme des problèmes d'ivresse ou d'altercation avec des hippies.
Analysée comme la conséquence prévisible d'un racisme institutionnel et du capitalisme, la faim est considérée comme un inhibiteur du développement physique, de l'éducation et de l'engagement politique. La distribution des petits déjeuners, et plus tard de nourriture gratuite, répond à la fois aux besoins vitaux de la population noire démunie et participe à sa mobilisation politique. Cette démarche discrédite les institutions fédérales, en particulier les programmes d'assistance alimentaire tels que le National School Lunch Program (en), suscitant par là l'hostilité des autorités. Bénéficiant d'une forte popularité et répondant à de réels besoins au sein des quartiers déshérités, ce programme, principalement porté par les femmes, contribue à légitimer le parti au-delà de la communauté noire. Entre 1969 et 1971, 36 services fonctionnent dans le pays. Si les adversaires du parti accusent ce dernier d'instrumentaliser les enfants à des fins de propagande, il reçoit aussi le soutien d'organisations éloignées de leurs idéaux politiques. Par exemple, les congrégations ecclésiastiques se montrent divisées, certaines fermant leurs portes tandis que d'autres les soutenant. Les pressions politiques et les intimidations policières tendent dans un premier temps à l'isoler, néanmoins l'autorisation permanente du programme des petits déjeuners en 1975 constitue une forme de reconnaissance officielle,.
Dès le XIXe siècle, les Afro-Américains constituent des écoles communautaires afin de lutter contre les inégalités d'accès au système scolaire, tout en luttant également pour sa déségrégation. La fin des années 1960 voit un renforcement de l'effort porté sur ces écoles alternatives. Le Black Panther Party s'inscrit dans cette mouvance, tout en lui donnant une orientation spécifique à sa compréhension de la société. Eldrige Cleaver accuse ainsi le système éducatif d'entériner la stratification sociale dans les esprits. Les Panthers mènent des initiatives éducatives aussi bien à l'intérieur qu'à l'extérieur de l'école, visant notamment à montrer la dimension raciste et classiste de la société américaine. Initiées en juin 1969, les Liberation Schools, dédiées aux plus jeunes, ouvertes pendant l'été durant toute la matinée, enseignent l'histoire de l'oppression aux États-Unis selon le point de vue du parti. L'âge du public varie par exemple de 2 à 13 ans à Berkeley et de 12 à 20 ans à Des Moines. L'intrication du nationalisme noir, du contrôle communautaire et de la pédagogie progressive est le plus abouti à Oakland, où l'école reste active de 1971 à 1982 et forme des centaines d'élèves, répartis plutôt par niveau que par âge. Une inflexion dans le leadership et les objectifs éducatifs du parti conduisent à accroître sa popularité. Au milieu des années 1970, Elaine Brown et Ericka Huggins contribuent en effet à légitimer l'école communautaire d'Oakland en la détachant des racines idéologiques de l'organisation et en la rapprochant d'un programme scolaire classique. En outre, le parti organise dès 1968 des cours d'éducation politique pour adultes, aussi bien dans une perspective interne, afin d'unifier l'idéologie des membres, que dans une logique externe, pour diffuser l'analyse du capitalisme. Présentes dans 23 chapitres en 1970, leur qualité reste difficile à évaluer en raison de leur portée et de leur durée de vie limitées, ainsi que de l'absence de programmes détaillés.
Le parti combat aussi la toxicomanie, l'alcoolisme et plus largement l'usage des drogues par des campagnes de sensibilisation. Par exemple, des Panthers se joignent au programme du Lincoln Detox Center, un centre de désintoxication créé dans le Bronx dans le cadre d'une alliance entre révolutionnaires latinos, noirs et blancs, où l'acupuncture est utilisée comme substitut à la méthadone,. Le parti assimile la diffusion de la drogue dans les ghettos à une arme contre la population, la désintoxication nécessitant une éducation politique en plus de la réponse purement médicale. Il est également mis en œuvre d'autres mesures, comme la distribution de chaussures ou les services d'ambulance et de bus vers les prisons. Hostile à cette aide sociale et sanitaire, l'administration américaine riposte par des mesures parallèles, mais aussi par le biais des polices locales et du FBI, chargés de perturber ou d'interrompre les actions menées en intimant les militants d'arrêter d'endoctriner la population.

#### Activisme médical
Les Black Panthers prennent des initiatives pour l'accès aux soins et la lutte contre les discriminations dans le domaine de la santé. Ces mesures s'inscrivent dans un contexte nommé par ce que l'écrivain Harriet A. Washington (en) nomme un « apartheid médical », principalement caractérisé par le caractère ségrégué des professions médicales, les inégalités en termes de couverture et d'accès à l'offre de soins et une prise en charge dégradée des minorités ethniques. La marginalisation économique renforce cette situation défavorable sur le plan sanitaire.
Le Black Panther Party s'inspire librement de la charte de l'Organisation mondiale de la santé pour revendiquer le droit à la santé. Cet activisme est concomitant avec une exigence plus large d'inclusion sociale des citadins noirs défavorisés. Il hérite aussi de l'expérience des communautés noires contraintes de s'autonomiser face à la ségrégation dans les hôpitaux, à l'exclusion des formations médicales et, parfois, aux formes de négligence et de maltraitance.
Le siège du parti donne des directives aux différents chapitres pour l'établissement de cliniques médicales communautaires gratuites (les Party's Free Medical Clinics). Les cadres y travaillent avec des bénévoles et des salariés des secteurs médicaux et paramédicaux. Parmi les tâches figurent l'administration des soins de base, l'aide au diagnostic ou encore, des services d'ambulance ou de dentisterie. En raison du faible nombre de médecins noirs à l'époque (environ 3 % des médecins), ainsi que du parti-pris multiracial des Panthers, la plupart des médecins de ces cliniques sont Blancs, une partie d'entre eux s'étant engagé dans le mouvement des droits civiques lors de la campagne de 1964 des Freedom Summers. Les cliniques aident également les patients à défendre leurs droits en matière d'accès aux soins. Des unités mobiles et véhiculées permettent aux soignants de se rendre au sein des populations démunies.
Les cliniques abolissent la distance symbolique et économique entre les populations marginalisées et le système de santé. Elles servent de base aux initiatives proprement médicales mais sont aussi le siège d'une assistance sociale plus large, comme l'aide juridique et l'accès au logement. Contribuant à la promotion de la santé et à la démystification de la médecine, elles participent à la mouvance radicale des cliniques gratuites ou à faible coût, principalement animées par des groupes minoritaires ou féministes, revendiquant le droit à la santé pour tous,.
Selon Alondra Nelson, auteur de Body and Soul: The Black Panther Party and the Fight Against Medical Discrimination (2011):
« On comptait entre douze et quinze cliniques. À la suite de la fondation du Parti émergèrent des cellules locales auxquelles le siège cherchait à faire adopter les directives nationales. Ces cellules étaient censées ouvrir une clinique, lancer un programme de distribution de petits-déjeuners et vendre des journaux. Si, en 1966, le manifeste en dix points des Panthers ne comportait qu'une vague référence à la santé, toutes les cellules locales étaient censées avoir ouvert leur clinique dès 1969, de sorte qu'en 1972 le nouvel article 6 du manifeste révisé en dix points traitait uniquement des soins médicaux, accordant ainsi à la santé beaucoup plus d'importance dans l'œuvre politique du Parti. »
.
Au moins l'une de ces cliniques, le Carolyn Downs Medical Center à Seattle, existe toujours. La clinique Common Ground, fondée à La Nouvelle-Orléans après l'ouragan Katrina de 2005, l'a été par un ex-Black Panther, Malik Rahim,.
Le parti organise la lutte contre la drépanocytose à la fois par l'éducation à la santé, sous la forme de multiples canaux médiatiques, ainsi que par le dépistage génétique. Il développe une analyse politique de celle-ci, soulignant les causes aussi bien sociales que biologiques de sa prévalence. En 1970, un article de Robert B. Scott dans le Journal of the American Medical Association souligne l'invisibilité de la drépanocytose par rapport aux autres maladies génétiques, exposant les disparités des fonds fédéraux attribués à la recherche dans ce domaine. Cet article, abondamment relayé et commenté, renforce la critique à l'égard de l'administration de Richard Nixon et d'une politique de santé publique qui, étant articulée au profit, néglige une maladie touchant principalement une population démunie,. En 1972, le Congrès adopte le National Sickle Cell Anemia Control Act, ce qui constitue une victoire à double-tranchant puisqu'elle affaiblit la critique politique de l'État.
Afin de sensibiliser l'opinion, les Panthers participent même à une émission du Mike Douglas Show aux côtés de John Lennon et de Yoko Ono afin de demander davantage d'études sur cette maladie.
Le parti mène également une campagne contre la biologisation de la violence. Il participe ainsi, avec des organisations féministes, estudiantines, de prisonniers ou de défense de droits civiques, à la mobilisation contre le projet de création du Center for the Study and Reduction of Violence de l'université de Californie à Los Angeles, patronné par Ronald Reagan, dont le but est en partie de rechercher les causes biologiques des comportements violents. Conçu et principalement promu par le psychiatre Louis Jolyon West, il suscite de vives réactions lorsque l'on apprend que des programmes de recherches ciblent spécifiquement des groupes minoritaires et des populations vulnérables avec des méthodes psychiatriques invasives. La réduction de la violence à des facteurs biologiques est considérée comme un moyen d'évacuer les causes sociales et politiques, mais aussi une manière d'entériner la pathologisation de groupes sociaux, en l'occurrence les Noirs. L'État n'autorise finalement pas la création du centre après des mois de négociations politiques.

### Activités électorales
En 1973, Bobby Seale se présente pour le BPP à la mairie d'Oakland, se concentrant sur les services sociaux et la politisation de la communauté noire. Il obtient 19,26 % des voix et est qualifié pour le second tour, où il échoue cependant. De son côté, Elaine Brown s'est présentée à ce scrutin en tant que candidate au conseil municipal. Ericka Huggins parvient à siéger à celui de Berkeley. Selon Huey P. Newton, ce revirement stratégique électoraliste s'explique parce que la forme primitive du parti ne correspond plus aux attentes de l'extrême majorité de la population noire.

## Rôle des femmes etwomanism
Une notice dans la première édition du journal The Black Panther proclamait que l'organisation entièrement composée d'hommes était la « crème de la masculinité noire… là pour la protection et la défense de notre communauté noire ». Selon l'historien Jakobi Williams, auteur de « Don't no woman have to do nothing she don't want to do »: Gender, Activism, and the Illinois Black Panther Party, il est essentiel que les chercheurs examinent chaque section du Black Panther Party individuellement afin de déterminer la politique et la pratique de chacune d'entre elles. En effet, Jakobi Williams constate que les études académiques considèrent en général comme typiquement masculine la pratique de lutte armée du Parti, avec l'utilisation des armes à feu et de la violence qui fondait la virilité. Or, la dynamique des genres n'était pas uniforme dans les sections du parti. Par exemple, la section de l'Illinois du Black Panther Party était plus progressiste dans sa dynamique des genres. Selon la chercher en Études Africaines Antwanisha Alameen-Shavers, le Black Panther Party était l'une des rares organisations où les femmes pouvaient participer activement à la lutte pour la libération à côté, et non derrière ou dans l'ombre, des hommes. Néanmoins, en 1968, plusieurs articles intiment aux femmes de se tenir derrière les hommes noirs, et de les soutenir. La première femme à rejoindre le parti est Joan Tarika Lewis en 1967.

### Rôle des femmes
Le Black Panther Party initiait nombre de projets d'aide communautaires, comme l'organisation de petits déjeuners, des programmes d'éducation et de santé. Dans certains cas, les femmes sont les principales actrices de ces programmes.
L'importance de l'éducation est soulignée notamment dans le programme en dix points, le journal distribué par le parti et les commentaires publics exprimés par les membres. Le journal est l'un des outils principaux pour éclairer les consciences et éduquer la population noire. Malgré le fait que ce soient les hommes qui distribuent le journal à l'extérieur, des femmes comme Elaine Brown et Kathleen Cleaver travaillent sur le contenu des articles en arrière plan.

### Présence massive des femmes

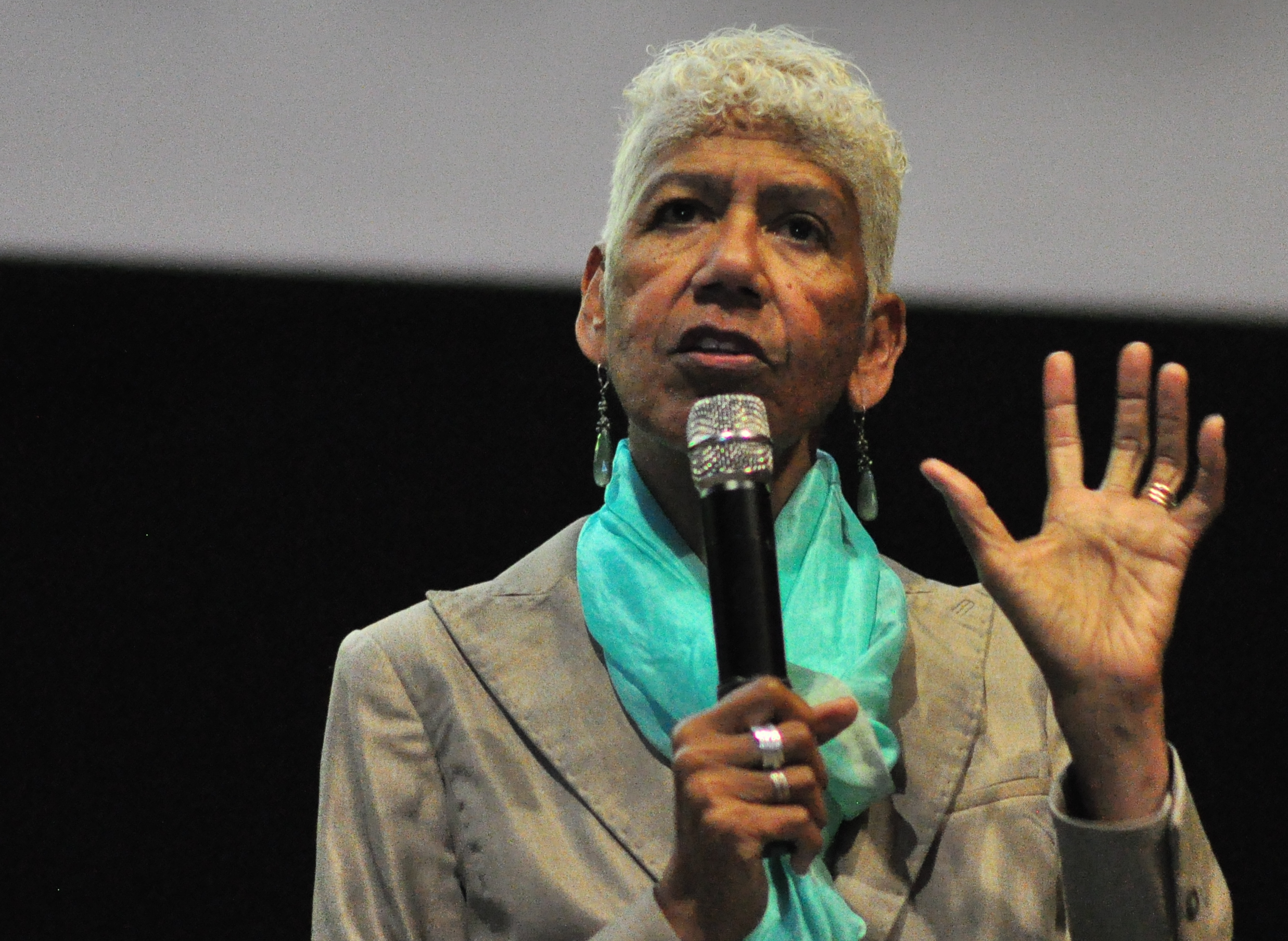
Ericka Huggins.

Les femmes sont néanmoins présentes dans le parti depuis les débuts et leur rôle ne cessa d'augmenter au cours du temps jusqu'à devenir majoritaire,. Elle rejoignait souvent le parti pour lutter contre les normes de genre. Dès 1968, le journal du parti enjoignait les hommes à traiter les femmes membres du parti sur un pied d'égalité, un changement conséquent par rapport à l'idée de les avoir en tant que subordonnées. La même année, le vice-président Fred Hampton du chapitre de l'Illinois dirige une réunion condamnant le sexisme. Après 1969, le parti considère le sexisme comme contre révolutionnaire.

### Des révolutionnaires intelligentes
Le journal du parti dépeint les femmes comme des révolutionnaires politiques intelligentes et elles sont mises en avant avec des modèles comme exemplifiées Kathleen Cleaver, Angela Davis, Ericka Huggins et Assata Shakur:10. Le journal du Black Party montre souvent les femmes comme des participantes actives dans les mouvements armés de self-défense en les mettant en scène avec des armes à feux et des enfants, en tant que protectrice de leur maison, familles et communautés.
La police tue et incarcère beaucoup d'hommes dirigeants du parti, mais les femmes Black panthers sont moins ciblées pendant les années 1960 et 1970. Dès 1968, les femmes représentent les 2/3 du parti, tandis que beaucoup d'hommes, qui souvent incarcérés et ou fugitifs ne sont pas en mesure de servir le parti,. Leurs rôles incluaient des positions de dirigeantes, l'implémentation des programmes communautaires et soulever la communauté noire.
De 1968 à la fin de sa publication en 1982, la direction de la rédaction du journal du Black Panther Party est assurée entièrement par des femmes:5. En 1970 de 40% à 70% des membres du Parti sont des femmes In 1970:8, et plusieurs chapitres, comme ceux de Des Moines, Iowa, et New Haven, Connecticut sont dirigés par des femmes:7.

### Womanism
Le Black Panther Party adopte une idéologie qualifiée de womanism, répondant à l'expérience particulière des femmes afro-américaines, considérant le racisme comme présentant un facteur d'oppression supérieur au sexisme. Le Womanism est un mélange entre le nationalisme noir et la revendication des femmes, mettant la race et la lutte communautaire avant la question du genre. Le womanism postule que le féminisme traditionnel a échoué dans l'intégration de la lutte pour l'égalité des races et des classes dans sa remise en cause du sexisme masculin, et en cela fait partie de l'hégémonie blanche. En opposition avec certains points de vue féministes, le womanism promeut une vision spécifique des rôles de genre : les hommes ne sont pas supérieurs aux femmes, mais tiennent une position différente à la maison et dans leur communauté. De ce fait, les hommes et les femmes sont tenus de travailler ensemble pour la préservation de la culture et la communauté afro-américaine.
Les femmes du parti mettent en évidence le sexisme à l'intérieur du parti et travaillent de l'intérieur pour initier des changements.
Durant les années 1970, reconnaissant l'accès limité à l'avortement pour les femmes pauvres, le Parti soutient officiellement les droits reproductifs des femmes, en incluant le droit à l'avortement:11. La même année, le parti condamne et s'oppose à la prostitution.
De nombreuses femmes commencent à demander la mise en place de solutions de garde d'enfants pour pouvoir participer pleinement à l'organisation. Le parti accède à leur demande en proposant des centres de gardes d'enfant in situ dans de nombreux chapitres aux États-Unis. Les crèches deviennent des activités de groupe, les enfants étant élevés collectivement en accord avec l'engagement du parti envers la collectivisation et la tradition afro-américaine de la famille élargie. Les crèches permettent aux femmes Black Panthers de devenir mères tout en participant aux activités du Parti.
Le Parti rencontre des problèmes significatif dans plusieurs chapitres avec la question du sexisme et de l'oppression de genre, tout particulièrement dans les chapitres d'Oakland où les cas de harcèlement et les conflits genrés sont fréquents:5. Quand des Black Panthers arrivent d'Oakland Panthers pour soutenir le chapitre de New-York après l'incarcération de 21 dirigeants, ils déploient de telles attitudes chauvinistes envers les femmes du parti local, qu'ils durent être contrés à l'aide de fusils. Certains membres du Parti pensaient que la lutte pour l'égalité des sexes constituait une menace pour les hommes et une distraction de la lutte pour l'égalité raciale.
En réponse les chapitres de New York et de Chicago notamment posent le principe de l'égalité entre hommes et femmes comme une priorité et tentent d'éliminer les attitudes sexistes:13. Au moment où le Parti est démantelé, la politique officielle est de réprimander les hommes violant le principe de l'égalité des genres.
Le parcours d'Elaine Brown est un exemple de l'ambivalence du rôle accordé aux femmes. Elle s'élève dans la hiérarchie du parti quand elle devient ministre de l'information après qu'Eldridge Cleaver s'enfuit à l'étranger. En 1974, elle devient la présidente du chapitre d'Oakland. Elle est nommée à ce poste par Huey P. Newton, le président précédent, pendant que Newton et d'autres s'attellent aux questions juridiques,. Dès le début de son mandat en tant que présidente, elle fait face à de l'opposition et craint un putsch. Elle nomme nombre de femmes à des positions officielles et doit faire face à un back lash sur les politiques d'égalité qu'elle met en place dans l'organisation. Quand Huey P. Newton revient d'exil et entérine le fait qu'une enseignante des Blacks Panthers ait été battue, Brown quitte l'organisation.
Gwen Robinson est un exemple d'une militante moins haut placée dans la hiérarchie. Dans une interview avec Judson Jeffries, elle revient sur son expérience avec les Black Panther Party à Détroit. Elle explique qu'elle rejoint le parti en octobre 1969 parce qu'elle « sentait une proximité et un lien avec eux » bien plus qu'avec d'autres organisations.
Dans le BPP elle vit en étant membre d'un collectif où tout le travail est partagé et elle apprécie en vendant des journaux. Elle monte dans la hiérarchie et devient Secrétaire du département de Communication en janvier 1971, après que son prédécesseur parte en raison de problèmes relatifs à un certain sexisme. Dans ce département, contrairement à la plupart des autres, les frères ne sont pas violents. Elle part de l'organisation en 1973, en gardant le lien à travers son mari.

### Dynamiques de genre
Au début de l'existence du Parti, le recrutement des femmes ne constitue pas une grande priorité pour Newton and Seale. Seale indique dans une interview que Newton ciblait les « frères qui se livraient au proxénétisme, à la vente de drogue, les frères qui ne s'en laissaient pas trop compter, qui avaient combattu les poulets ». Ils n'avaient pas réalisé que les femmes pouvaient les aider dans leurs combats, jusqu'à ce que l'une d'entre elles viennent dans une réunion et pose une question à propos du leadership féminin. Regina Jennings se rappelle le fait que bien des dirigeants mâles avaient un problème de sexisme non déconstruit. Elle relate ainsi : « Certains pensaient que le FBI m'avait envoyé, mais leur capitaine les rassura avec un mot salace, en leur disant que j'était trop stupide pour appartenir au FBI ».

## Actions historiques

### Marche sur l'Assemblée de Californie
En réponse aux patrouilles armées d'auto-défense des Black Panthers, le député républicain Don Mulford présente un projet de loi visant à interdire le port d'armes chargées dans l'espace public dans l'État de Californie. En guise de protestation, trente membres armés des Black Panthers se réunissent le 2 mai 1967 devant le Capitole de l'État de Californie et pénètrent dans la galerie des visiteurs. Bobby Seale lit une déclaration sur les marches de l'escalier devant le Congrès. À la suite de cette action, plusieurs membres du groupe, dont Bobby Seale sont arrêtés puis condamnés à six mois de prison. L'image de la milice armée pénétrant dans l'Assemblée fait le tour du pays, contribuant à élargir l'audience, jusqu'alors très locale, de l'organisation. Plusieurs sections locales du Black Panther Party sont créées à l'Ouest (Los Angeles) comme à l'Est du pays (New York, Détroit).

### Campagne de libération de Newton

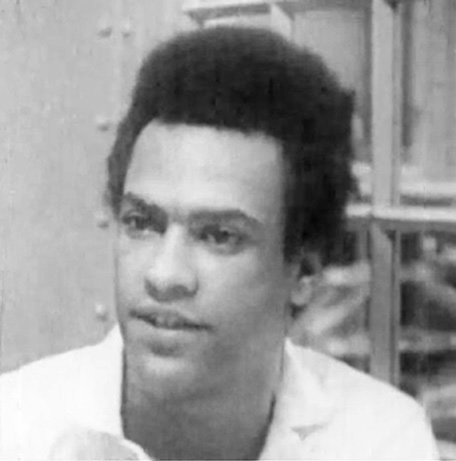
Huey P. Newton.

Les heurts avec la police se multiplient à mesure que la notoriété du Parti progresse. Le 28 octobre 1967, une fusillade éclate à la suite du contrôle du véhicule de Huey P. Newton ; l'officier John Frey est tué, un autre officier, Herbert Heanes, blessé. Newton reçoit quatre balles dans l'abdomen. Conduit à l'hôpital par un ami, il y est arrêté par la police et accusé d'homicide volontaire.
Une campagne, intitulée « Libérez Huey ! » (Free Huey!), est organisée par le Black Panther Party. Orchestrée par Kathleen et Eldridge Cleaver, deux nouveaux venus dans l'organisation, elle atteint rapidement une dimension nationale et permet le rapprochement avec des organisations de la mouvance radicale américaine. Cleaver n'est pas étranger à ce développement. Après avoir purgé neuf ans de prison pour viol et tentative de meurtre, il écrit dans la revue Ramparts, associée à la nouvelle gauche américaine. Il choisit d'adhérer au parti après avoir vu les Black Panthers organiser de manière spectaculaire l'escorte de Betty Shabbaz, la veuve de Malcolm X, depuis l'aéroport de Los Angeles jusqu'au siège du magazine. Il devient « ministre de l'information » et rédacteur en chef du journal du Black Panther Party.

## Alliances, coalitions et soutiens

### Un rapprochement contesté avec les organisations blanches
Contrairement à des organisations noires nationalistes et/ou culturelles, le Black Panther Party n'hésite pas à se rapprocher des organisations blanches. Formalisée le 22 décembre 1967, la première alliance se noue avec le Parti paix et liberté (Peace and Freedom Party), une coalition d'organisations de gauche qui se distingue alors par son opposition à l'intervention américaine au Viêt Nam. Il accepte d'aider ce parti à recueillir assez de signatures pour être inscrit sur la liste électorale des élections de 1968 en Californie en échange d'un soutien matériel, et notamment de l'équipement audio, pour la campagne de libération de Huey P. Newton. Malgré son jeune âge, Eldridge Cleaver qui a alors 34 ans devient le candidat du PPL pour l'élection présidentielle de 1968,. Le Black Panther Party s'est également allié au United Farm Workers (en), un parti rural, pacifiste, à majorité hispanique et catholique tourné vers la défense des agriculteurs pauvres. Il soutient ainsi plusieurs campagnes de boycott, comme celle contre la Giumarra Vineyard Corporation, lancée en 1967 pour une soutenir une grève, élargi à tous les vins de Californie et à la chaîne de supermarché Safeway. En 1968, le journal met ainsi en relation les discriminations racistes des travailleurs mexicains et l'oppression économique. En 1972, Bobby Seale et Elaine Brown font campagne contre la proposition 22 de l'Assemblée de Californie, dirigée contre le droit au boycott. Dans la campagne municipale de 1973 à Oakland, le parti plaide l'adoption de bulletins de vote bilingues. De leur côté, les membres du United Farm Workers se mobilisent en faveurs des Panthers lors des rassemblements, ce qui cause néanmoins des dissensions internes en raison de leur attachement à la non-violence. César Chávez clarifie leur ligne en déclarant que la solidarité avec les opprimés est plus grande que ce désaccord stratégique. Le White Panther Party à Ann Arbor et le Patriot Party (en) à Chicago sont deux autres exemples d'organisations ayant travaillé de concert avec le BPP.
L'alliance des Panthers avec des organisations à majorité blanche est pour beaucoup dans l'échec du rapprochement avec le Student Nonviolent Coordinating Committee amorcé au cours de l'année 1967. Les principaux chefs de file du SNCC, Stokely Carmichael, James Forman et H. Rap Brown sont nommés à des postes clés de l'organisation en février 1968. La jonction ne dure cependant que quelques mois avant d'éclater, butant sur l'intransigeance du nationalisme noir prôné par le SNCC.

### Women libs et Gay liberation front
Huey P. Newton exprime son soutien au Women's Lib et au Gay liberation movement dans une lettre de 1970 publiée dans le journal The Black Panther intitulée «A Letter from Huey to the Revolutionary Brothers and Sisters About the Womens Liberation and Gay Liberation Movements». Écrite un an après les émeutes de Stonewall, Newton reconnaît que les femmes et les homosexuels sont des groupes opprimés et exhorte les membres du Black Panther Party à s'unir à eux de manière révolutionnaire. Rétrospectivement, il est considéré que ce texte a joué un rôle important dans la lutte pour les droits des personnes LGBT. Le Black Panther Party a travaillé avec le Gay Liberation Front; les deux mouvements partageaient un terrain d'entente dans leur lutte contre la brutalité policière. Ce soutien est d'autant plus bienvenue que l'homophobie ne traverse pas moins la nouvelle gauche que le reste de la société.
Cette prise de position ne coulait pas de source étant donné l'affirmation de la masculinité et la marginalisation de l'homosexualité dans le contexte du nationalisme noir. Dans un essai intitulé « Notes on a Native Son » et repris dans Soul on Ice (en), Eldrige Cleaver critique ainsi l'homosexualité de James Baldwin, qu'il considère comme « castré par l'homme blanc ». En dépit de la rhétorique homophobe de Cleaver, Baldwin a cependant influencé des membres du parti, dont Newton. En mai 1970, le porte-parole du mouvement Gay Liberation Jim Fouratt (en) demande publiquement au parti de bannir les injures homophobes et de considérer les membres de son groupe comme de vrais révolutionnaires. Peu de temps après, Newton lui écrit une lettre où il reconnaît le malaise de plusieurs Panthers à l'égard de l'homosexualité et exprime sa solidarité à l'égard du mouvement.
Jean Genet, important soutien du Black Panther Party parmi les personnes du mouvement de libération homosexuelle,
est venu aux États-Unis sans visa à la suite de l'emprisonnement de Bobby Seale et la traque envers Angela Davies. Genet prononce des discours et écrit en dénonçant les violences policières,,,,. L'éducation politique contre l'homophobie aurait commencé après une altercation entre lui et certains cadres du BPP, dont David Hilliard (en), qui a reconnu le rôle du dramaturge français par la suite dans la déconstruction de leurs préjugés. Selon Ericka Heggins, la lettre provoque toutefois une opposition en interne et oblige les membres à en discuter. En 1973, donc après la scission du parti consécutive à la divergence de tactique, Newton critique ouvertement l'homophobie et le sexisme dont Cleaver a fait preuve dans l'ouvrage précité.

### Intercommunalisme et solidarité internationale
Le parti entretient des relations avec des mouvements révolutionnaires ou des luttes de libération nationale dans le monde, comme au Viêt Nam et au Mozambique, qu'il contribue à faire connaître via son service de presse. Il organise des délégations diplomatiques à l'étranger, rencontre des combattants comme Samora Machel et des mouvements qui luttent contre la discrimination raciale, l'exploitation de travailleurs et travailleuses de par le monde, comme la Sanya Liberation League au Japon. Il s'inscrit ainsi dans le courant du tiers-mondisme issu de la conférence de Bandung et de la Tricontinentale. L'internationalisme, que Huey P. Newton théorise sous le nom d'intercommunalisme, tend à supplanter le nationalisme noir au fil des alliances avec les organisations étrangères. Néanmoins, à la fin des années 1970, Newton estime que l'intercommunalisme lui-même ne suffit pas face à l'hégémonie économique américaine et le déclin des souverainetés nationales.
Le Black Panther Party trouve en Algérie un lieu initialement favorable pour la promotion internationale de son combat. Après être passé par Cuba, Eldrige Cleaver y trouve refuge. À l'occasion d'une conférence de presse le 17 juillet 1969, il y fait sa première apparition publique depuis sa fuite des États-Unis. Le gouvernement algérien est alors une destination d'exil sûre depuis la rupture des liens diplomatiques en 1967 occasionnée par la guerre des Six Jours. De plus, le régime de Houari Boumédiène est alors favorable aux mouvements anti-impérialistes. Le ministre de l'Information Mohamed Seddik Benyahia autorise le parti à tenir un stand officiel lors du festival panafricain. Le parti manifeste alors son admiration pour la révolution algérienne et affirme son soutien à la Palestine. Il contribue à faire connaître aux Algériens et aux visiteurs l'objectif de l'organisation et leur vision des luttes afro-américaines. Il profite également de la présence de groupes et de représentants étrangers pour développer des liens diplomatiques et des voyages sont organisés en Corée du Nord, au Viêt Nam, en Chine et au Congo-Brazzaville. La délégation reste près d'un mois en Corée du Nord, où elle reçoit des leçons sur le marxisme-léninisme, l'histoire de la Corée (et en particulier les exactions commises par l'ennemi lors de la guerre) et la doctrine du juche. Au Viêt Nam du Nord, des messages radiphoniques sont diffusés pour encourager les Noirs à la désertion. La section internationale du parti est officiellement ouverte au retour de ce voyage en Asie, en septembre 1969. Invitée à une conférence organisée en solidarité avec les mouvements de libération des colonies portugaises, une délégation est envoyée au Congo-Brazzaville, où elle rencontre Ange Diawara et Claude-Ernest Ndalla. Bill Stephens, un Afro-Américain résidant à Paris, réalise Congo Oye. We Have Come Back afin de documenter l'expédition mais le film, monté par Chris Marker n'est alors pas diffusé. La délégation revient également avec des interviews (publiées dans Revolution in Congo par Cleaver) et des photographies publiées dans le journal Rigth On publiées par Denise Oliver, dont celles des manifestations du 1er mai. L'exclusion de Cleaver en 1971, le réchauffement des relations sino-américaines et la recomposition politique du gouvernement congolais après la tentative de coup d'État entravent le développement de la section internationale. Le gouvernement algérien expulse les Panthers après le détournement du vol Delta Air Lines 841 par des anciens Panthers. Cette expulsion s'inscrit dans le cadre d'une hostilité croissante du FLN à l'égard du parti et de la reprise des relations diplomatiques avec les États-Unis. La lettre ouverte de Cleaver adressée au président a également contribué à l'ire des officiels algériens.

## Répression du mouvement

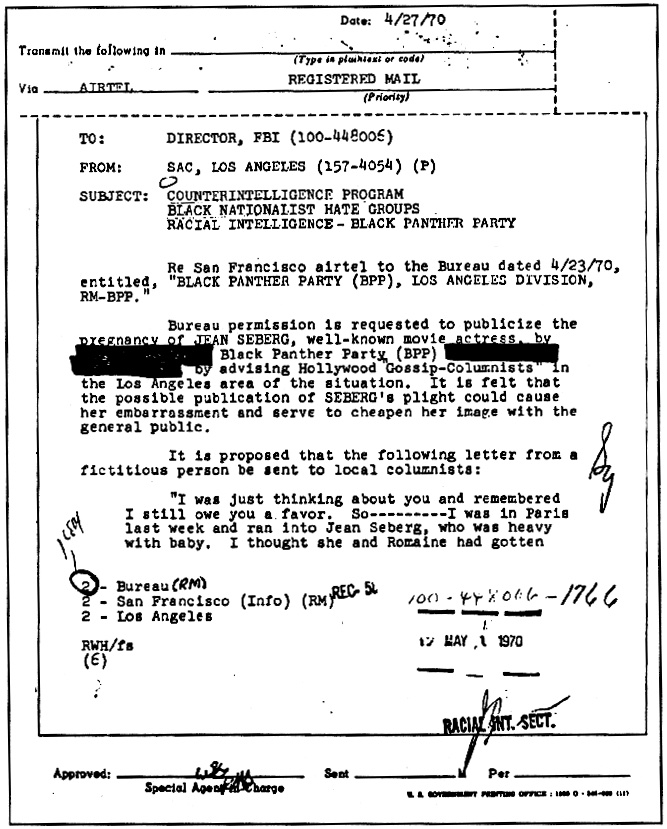
Jean Seberg cible d'une opération de dénigrement opérée par le FBI en raison de son soutien au Black Panther Party.

Le 8 septembre 1968, le directeur du FBI, J. Edgar Hoover, qualifia le BPP de « menace la plus sérieuse à la sécurité interne du pays ». Il ordonna à ses services de « perturber, détourner, discréditer ou neutraliser par d'autres moyens l'action des nationalistes noirs » et de prendre « des mesures draconiennes pour démanteler le BPP ». Plusieurs modèles opératoires sont ainsi mis en œuvre à savoir des infiltrations, des assauts violents voire meurtriers et de nombreuses arrestations.

### COINTELPRO
Les Black Panthers furent ainsi particulièrement ciblés par le programme de contre-insurrection COINTELPRO du FBI, qui tentait systématiquement d'interrompre les activités et de dissoudre le parti. COINTELPRO y arrivait par le biais d'infiltrations, par de la propagande publique et de la provocation de rivalités entre les factions, et ce, principalement par l'envoi de lettres anonymes ou falsifiées. La police retenait le groupe par des poursuites interminables, des fusillades, des assassinats, des enquêtes, de la surveillance et des dirty tricks. Selon l'historien Ward Churchill, 27 Black Panthers furent ainsi assassinés entre 1968 et 1976. En 1969, la police avait conduit plus de 13 raids sur des locaux du parti, et à la fin de l'année, on estimait que 30 Black Panthers risquaient la peine de mort ; 40 la perpétuité ; 55 des peines de prison allant jusqu'à 30 ans ; et encore 155 étaient soit incarcérés, soit recherchés.

### Infiltrations, arrestations, prises d'assaut et assassinats

#### Infiltrations
Le BPP est une cible prioritaire pour le FBI et son objectif essentiel est de perturber le BPP en utilisant des techniques invasives notamment par le biais d'infiltrations. Selon l'avocat de Huey P. Newton, près de 70 agents de polices et autres recrues, auraient intégré le BPP pour lui nuire depuis l'intérieur. Les missions avaient pour vocation d'attiser la violence et de pousser les activistes dans des actions criminelles dans le but de les mettre hors la loi. Les conséquences directes s'ensuivent avec des arrestations et des actions bloquées comme la distribution des petits déjeuners des enfants dans les ghettos.

#### Arrestations
En avril 1969, 21 cadres du chapitre de la Côte est (en particulier de New York), dont Kuwasi Balagoon, Sundiata Acoli, Sekou Odinga ou Afeni Shakur, la mère du rappeur Tupac Shakur, sont arrêtés et inculpés au motif d'« association de malfaiteurs en vue de commettre des actes terroristes ». Les Panther 21 feront l'objet d'une intense campagne de soutien populaire, à laquelle participeront par exemple des membres de l'agence cinématographique Newsreel, le chef d'orchestre Leonard Bernstein ou encore le Weather Underground, avant d'être tous acquittés en mai 1971. À la suite d'une lettre critique envers la direction du BPP, ils seront exclus du parti par Huey P. Newton. Peu de temps après l'arrestation des 21 Panthères, l'organe de presse des Black Panthers annonce en juin 1969 la création de la Rainbow Coalition avec les Young Lords (chicanos), la Young Patriots Organization (groupe blanc des Appalaches), Rising Up Angry (en), et d'autres collectifs.
Huey P. Newton fut arrêté à plusieurs reprises, entre 1967 et 1968.

#### Prises d'assaut
Lors de l'une des plus notoires de ces actions, le 4 décembre 1969, le FBI et la police de Chicago ont pris d'assaut le domicile de l'organisateur des Panthers Fred Hampton, qui avait participé à la mise en place de la Rainbow Coalition et négociait une alliance avec le gang de Chicago Black P. Stones. Les personnes dans la maison, endormies lors de l'assaut, avaient été préalablement droguées par l'informateur du FBI William O'Neal. Hampton fut tué par balles ainsi qu'un autre cadre du BPP, Mark Clark. D'autres furent blessés, et les survivants battus puis accusés de tentatives de meurtre. Les charges furent abandonnées en 1972 à la suite d'un règlement à l'amiable, au cours duquel les charges contre des policiers pour obstruction d'enquête furent également abandonnées. En 1982, les familles des victimes reçurent plus d'un million de dollars en guise de réparation.
Quatre jours après ce raid meurtrier, une opération analogue fut menée à Los Angeles contre Geronimo Pratt, mais échoua. Cette fois-ci éveillés, les Panthères se défendirent arme à la main, avant d'être arrêtées et mis en détention provisoire. Les opérations supervisées par le FBI se multiplièrent dans le pays, à tel point qu'en 1970, le maire de Seattle Wesley Uhlman refusa tout raid de ce genre en déclarant que « nous n'aurons aucun raid du style de la Gestapo contre quiconque ».

#### Assassinats
Le meurtre de Hampton et Clark suscita d'immédiates protestations des Weathermen, qui incendièrent plusieurs voitures, et marqua un tournant dans leur stratégie concrétisée lors du Conseil de guerre de Flint de fin décembre 1969, lors duquel ils décidèrent d'entrer dans la clandestinité afin de lutter aux côtés des Black Panthers. Outre les Weathermen, d'autres groupes blancs furent constitués pour lutter aux côtés des Black Panthers, dont le White Panther Party. Le slogan Black Power ne signifiait en effet, pas, à l'origine, pour le Black Panther Party un séparatisme racial complet, mais plutôt l'organisation non-mixte afin d'éviter toute domination insidieuse des Blancs sur les Noirs, qui allait de pair avec la création d'autres groupes organisés selon le même principe (Weathermen et White Panthers, mais aussi American Indian Movement qui fut lui aussi particulièrement touché par les assassinats menés dans le cadre de COINTELPRO, etc.). Kathleen Cleaver, ex-militante du SNCC et première femme du comité central du Black Panther Party, affirmait ainsi :

« [Nous] considérions que nous n'avions pas le même rapport à l'Etat [que les Blancs] et que nous n'avions donc pas à appartenir aux mêmes organisations. [Nous plaidions cependant pour] une relation de coalition, de collaboration : œuvrer ensemble, partager nos ressources, s'appuyer mutuellement lors de projets spécifiques mais ne pas faire partie de la même organisation. (...) Nous imaginions que si des Blancs faisaient partie des mêmes groupes que nous, ils en prendraient la direction (...) Or, comment faire pour se libérer de ce genre de domination, lorsque l'on fait partie de ceux qui ont été asservis, de ceux qui ont été exclus, opprimés, colonisés tout au long de l'histoire »

Les membres Bunchy Carter et John Huggins furent tués sur le campus de l'UCLA en 1969 lors d'un autre incident. Bien qu'ils aient été tués par un groupe rival nommé US (United Slaves) créé par Maulana Karenga, le directeur local du COINTELPRO a revendiqué les meurtres dans des notes internes du FBI, y affirmant qu'une série de documents falsifiés provenant de son bureau avaient mené directement à la fusillade : le FBI avait écrit des fausses lettres au nom des Black Panther et des United Slaves afin d'envenimer l'atmosphère.
Le parti a connu de nombreux conflits internes, qui ont abouti aux meurtres d'Alex Rackley (en) et de Betty Van Patter par des membres du parti

## Déclin et désintégration
Le déclin du Parti au milieu des années 1970 est à la fois consécutif aux pressions extérieures opérées par le COINTELPRO, aux dissensions et erreurs internes, ainsi qu'au changement de stratégie consécutif à l'évolution socio-économique et politique des États-Unis. En 1971, la direction nationale, avec Huey P. Newton à sa tête, exclut la section internationale du parti, dirigée par Eldridge Cleaver, ainsi que les chapitres de New York et de Los Angeles.
Une part des dissensions internes au parti s'explique en effet sur les prises de position divergentes à l'égard de la violence. L'intensification du conflit entre les forces de l'ordre et le Black Panther Party de 1967 à 1970 conduit Eldrige Cleaver à encourager l'affrontement avec les policiers, qu'il juge primordial pour conserver la légitimité auprès des jeunes des ghettos. Son attitude est cependant critiquée par la majorité de l'organisation. Elle le conduit à l'embuscade du 6 avril 1968, consécutive à l'assassinat de Martin Luther King, lors de laquelle Bobby Hutton est abattu et d'autres Panthers blessés après leur reddition. Il s'enfuit des États-Unis quelques mois après ce drame, y compris pour ne pas purger sa condamnation pour viol.
Cette question rejoint l'une des autres causes internes de l'implosion du parti, l'intégration de personnalités déviantes. En effet, contrairement à ce que préconisent les écrits de Karl Marx et de Friedrich Engels, le parti recrute des membres du lumpenproletariat. Les théoriciens de l'organisation, et en premier lieu Huey P. Newton, influencées par les idées de Frantz Fanon, considèrent en effet que cette catégorie sociale peut jouer un rôle favorable dans l'émancipation collective en raison de son courage. Néanmoins, le parti endosse cette identité au-delà de sa composition réelle, à commencer par ses fondateurs. Elle inclut dans sa vision du sous-prolétariat non seulement des criminels mais aussi des travailleurs pauvres et le parti attire en réalité des personnes issues d'un large spectre sociologique de la communauté afro-américaine. Toujours est-il que les cadres défendent l'inclusion d'anciens prisonniers en mettant en avant que ces derniers sont aussi des proches de membres de la communauté relégués socialement. Ils comptent également sur le supposé rôle bénéfique de l'action politique. Dans les faits, ce choix contribue dans une large mesure à amplifier les problèmes de misogynie, d'indiscipline, de trahisons et de comportements agressifs, voire illégaux. Par exemple, William Brent, un compagnon de cellule d'Eldrige Cleaver, a cambriolé une station-service avec un van du journal de l'organisation avant d'en être exclu. L'emploi fréquent d'une rhétorique virulente, parfois adressée non seulement aux adversaires déclarés mais aussi à des membres ou des organisations noires ou révolutionnaires, s'inscrit également dans ce registre d'action discréditant le parti face à l'opinion publique et favorisant sa répression.
À partir de 1970, les divergences de tactiques et de stratégies entre les deux chefs de file Newton et Cleaver se sont accentuées, le premier insistant sur les programmes sociaux et le second défendant l'idée d'une guérilla urbaine. En outre, la contribution des chapitres locaux au quartier général est devenue de plus en plus une source de tensions, en particulier avec le chapitre de New York, davantage gagné que les autres aux idées de Cleaver. Début 1971, Newton confirme la rupture au nom du Comité central en expulsant plusieurs leaders de New York. Lors d'une émission de télévision le 26 février de la même année, Newton et Cleaver s'excluent l'un l'autre, le second téléphonant alors depuis l'Algérie. Selon les mémoires de Bobby Seale, entre 30 et 40 % des membres du BPP sont partis à cause de ces dissensions. La concentration des efforts de l'organisation pour la campagne municipale de 1973 constitue également une importante erreur stratégique. Newton considérait qu'une victoire politique à Oakland permettrait un développement économique et social audacieux, quitte à démanteler le reste des chapitres dans le pays. La défaite de 1973 entérine le repli local du parti, qui perd de son attrait par ses objectifs désormais réformistes. La dérive autoritaire de Newton dans les années 1970 porte un dernier coup dur à l'organisation. D'abord adulé puis craint, il adopte un comportement de plus en plus irresponsable sous l'influence de l'alcool et de la drogue. Vers la fin, même le cofondateur Bobby Seale ignore dans quelle mesure son ancien camarade détourne l'organisation à des fins personnelles et illégales. Il la quitte à son tour avec d'autres Panthers le 31 juillet 1974. Newton fuit les États-Unis la même année pour éviter les charges qui pèsent contre lui. Elaine Brown reprend la direction et parvient à redorer un peu le blason du parti, nommant plus de femmes au poste de direction et d'administration, sans toutefois totalement éteindre ses dysfonctionnements. Elle quitte le parti en 1977, après le retour de Newton. Celui-ci en reprend la direction, mais il perd désormais toute crédibilité, car il se trouve mêlé à des activités criminelles malgré la continuation des programmes de survie. Le dernier numéro du journal paraît en 1980 et la dernière école en 1982, Newton ayant détourné une partie de l'argent.
D'environ 5 000 membres en 1969, le parti en compte 500 en 1972. En 1986, à l'occasion des célébrations des 20 ans du parti organisées à Harlem, Oakland et New Jersey, l'un des anciens chefs de file parle de ce rassemblement comme l'ultime rassemblement (« final roll call ». Divers membres sont restés plusieurs années en prison à la suite des dossiers du COINTELPRO, dont certains demeurent incarcérés aujourd'hui (outre Mumia Abu-Jamal, on peut citer Mondo we Langwa et Ed Poindexter, condamné dans les mêmes circonstances que Geronimo Pratt - voir l'affaire Rice/Poindexter (en), Sundiata Acoli, l'un des Panther 21 condamné en même temps qu'Assata Shakur, etc.).

## Arts et culture

### Influence musicale
Les mouvements culturels et artistiques de l'époque (particulièrement la musique) ont clairement été influencés par les revendications des Blacks Panthers. Dans le contexte plus général du mouvement afro-américain des droits civiques, certains artistes vont prendre position pour faire passer des messages revendicateurs : James Brown, par exemple, avec Say It Loud – I'm Black and I'm Proud, ou encore Nina Simone lorsqu'elle proclame ouvertement sur scène « This next song is only for the black people that are here ». De plus, certains ont également joué un rôle important en produisant directement des textes servant à la communication du Black Panther Party. Elaine Brown, membre, puis dirigeante de 1974 à 1977, produit par exemple dans ce but Until We're Free (1973). Par plusieurs aspects, la figure de Tupac Shakur entre en contradiction avec les principes du parti, comme le montre son usage non politique de la violence ou les aspects misogynes et homophobes de ses textes. Néanmoins, il joue comme lui le rôle d'une icône culturelle articulée autour de la dénonciation de l'oppression des Noirs.

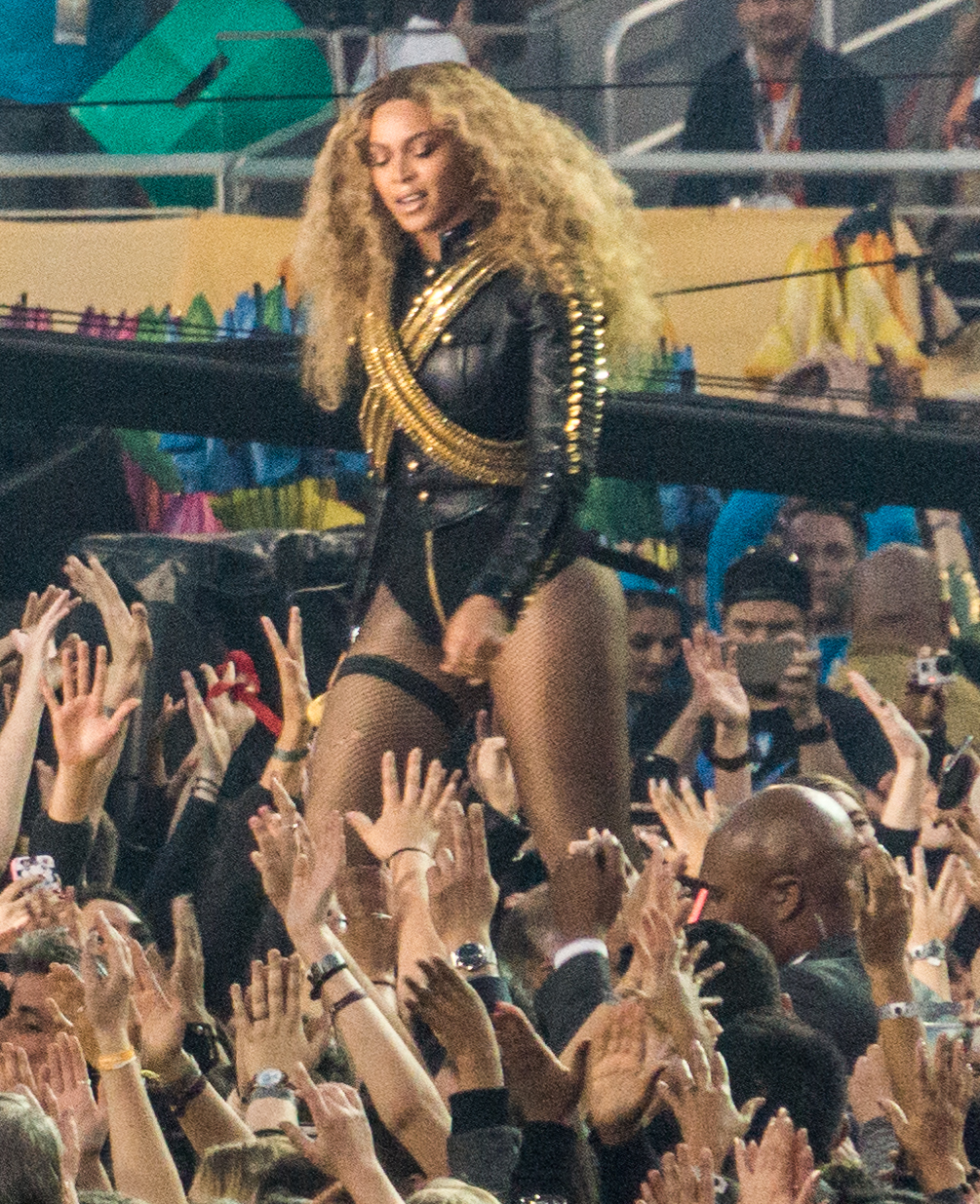
Beyoncé au 50e Super Bowl.

Au début des années 1970, le mouvement culturel et artistique hip-hop émerge et « l'influence prépondérante dont s'est nourrie la génération hip-hop des années 1970-1980 est certainement celle des Last Poets. Inspirée par les discours subversifs des Blacks Panthers, la musique de ce groupe repose sur des textes aux propos engagés et volontiers provocateurs, déclamés sur fond de percussions. » Plus précisément, il est communément admis que la pratique musicale du hip-hop s'inspire et combine « la spoken poetry engagée des Last Poets, des Watts Prophets et de Gil Scott-Heron aux rythmes débridés inventés par les musiciens de James Brown. »
En 2016, la chanteuse Beyoncé continue de faire figure de proue pour le BPP et elle fait la fierté des anciennes activistes comme Ericka Huggins. Elle rend hommage au BPP lors du 50e Super Bowl.

### Lien avec le personnage de Marvel
En juillet 1966, Stan Lee et Jack Kirby créent le personnage de comics Black Panther, premier super-héros noir,. Même si aucun lien n'est avéré entre le nom du parti, créé en octobre de la même année, et celui du personnage, il est sûr que le personnage est créé dans le but de soutenir la cause afro-américaine et le Black Power. Le super héros noir est non pas un Américain, mais un authentique Africain, dont le royaume ayant échappé à la colonisation, est à la pointe des sciences et des technologies.
En février 1972, l'ascension du mouvement politique du Black Panther Party, pousse Marvel à renommer pour un temps son personnage en « Black Leopard » (le Léopard Noir) pour éviter toute association entre le super héros et le parti. La réaction du public est très négative et Marvel fait machine arrière dès novembre 1972.
Le film Black Panther, sorti en 2018, fait référence au Black Panther Party de plusieurs façons. Au niveau de l'intrigue, puisqu'on y voit l'oncle du super héros tenter de monter une révolte armée dans un des ghettos noirs d'Oakland, lieu de la création du parti. Et lors de la promotion du film, puisqu'une des affiches publicitaires met en scène Chadwick Boseman, qui joue le super héros, prenant une pose similaire à celle d'une des plus célèbres photos de Huey P. Newton, assis sur un trône africain tenant en main une arme à feu et une sagaie,. L'héritage de la philosophie de Black Panther Party perdure avec le sujet de la restitution de biens culturels à l'Afrique et la fiction Marvel la transpose dans la culture populaire à sa manière,.

## Postérité

### Héritage militant

#### Mobilisation contre les violences policières
Les actions et les discours du Black Panther Party contre la brutalité policière influence la sphère militante au-delà de la seule organisation, comme l'illustre la reprise du terme de « porc » (« pig » à l'encontre des policiers et autres forces de l'ordre.
L'affirmation de l'autodéfense, y compris armée, n'est pas l'apanage et l'invention du Black Panther Party et s'inscrit dans la tradition du radicalisme noir américain. La mobilisation des communautés noires sur cette base alliée à la subversion de l'autorité reste cependant sans précédent dans l'histoire afro-américaine.

#### Distribution alimentaire et prévention sanitaire
La distribution des repas et des petits déjeuners gratuits dans les écoles publiques aux États-Unis américaines s'inspire de l'action du parti. Il a également popularisé le principe de la prévention sanitaire via les cliniques gratuites.

#### Perspective générale
Dans le cadre la House Un-American Activities Committee, le sénateur de Caroline du Nord Lunsford Richardson Preyer (en) affirme en 1971 que le parti bénéficie d'une large influence dans la communauté noire au-delà de ses partisans, y compris au sein des modérés. Quatre autres députés contestent cette analyse, la déclarant injuste à l'égard des Noirs victimes des agissements des Blacks Panthers. Les détracteurs et les apologistes se divisent entre ces deux lectures antagoniques, les premiers réduisant le parti à un groupe criminel verni d'un discours marxiste-léniniste, et donc comme un échec du mouvement des droits civiques, les seconds le défendant comme une organisation ayant redonné de la fierté à l'ensemble des Noirs. S'inscrivant dans la lignée du Black Power, le principal apport des Black Panthers réside peut-être moins dans leur radicalité que dans la promotion de l'autodétermination.

### Organisations et mouvements

#### Une source d'inspiration internationale dès les années 1970
Le premier groupe indépendant se réclamant explicitement des Black Panthers s'est formé en Grande-Bretagne par des migrants originaires des Antilles et de l'Afrique de l'Ouest. S'identifiant au British Black Power Movement 1967 à avril 1968 et au British Black Panther Movement de 1968 à 1972 impulsé notamment par Obi Egbuna (en), ils s'approprient l'esthétique, la rhétorique et l'idéologie révolutionnaires du parti américain en l'adaptant au contexte britannique. L'intrication du nationalisme noir, donc transnational, et d'un discours marxiste sur les peuples opprimés explique cette réappropriation politique au sein de la diaspora afro-caribéenne. Les British Panthers agissent en concertation avec d'autres groupes qui se réclament du panafricanisme, du nationalisme noir et du communisme. Si le parti britannique se réclame de son aîné américain, comme le montre la manifestation de solidarité à l'égard de Bobby Seale en mars 1970 devant l'ambassade américaine, il s'en distingue par une réticence initiale plus marquée à l'égard des alliances avec les groupes sympathisants blancs et une relative adhésion au nationalisme culturel. Les British Panthers insistent également de manière plus prononcée sur la dimension internationale du Black Power.
Partant du constat de l'importance des discriminations, des inégalités sociales et de la mortaliée plus importante des autochtones dans leurs pays, des activistes aborigènes d'Australie, Denis Walker (en) et Sam Watson (en), fondent le Australian Black Panther Party en 1971. Dès 1969, le militant Bruce McGuiness invitait déjà tous les aborigènes à acheter un exemplaire de Black Power de Stokely Carmichael et Charles Hamilton. Si les militants restent conscients des différences entre les cultures afro-américaine et aborigènes, ils s'en inspirent pour leurs mots d'ordre politique, reprenant de manière quasi identique le programme américain. Seuls les Aborigènes les plus radicaux ont rejoint le parti, son influence réelle étant limitée. Si les objectifs révolutionnaires et d'autodéfense armée sont un échec, les succès s'observent dans la reprise des programmes de survie, principalement les services médicaux et le conseil juridique. Ils se développent cependant dans une perspective différente, abandonnant la perspective révolutionnaire et faisant largement appel aux Blancs.
En Israël, de jeunes Mizra'him s'inspirent également du modèle américain à partir de 1971. Ces Black Panthers israéliens dénoncent leur relégation sociale, de prime abord par des manifestations bruyantes. Initialement apparu comme un mouvement de protestation, ce groupe se structure en une organisation politique deux ans plus tard. En dépit de leur nombre modeste et de leur reflux rapide, les militants jouent un rôle significatif dans la prise de conscience des tensions ethniques dans le pays. La référence aux Black Panther, outre qu'elle scandalise une bonne partie de l'opinion publique du pays, est utilisée pour dénoncer le racisme à l'encontre des Juifs originaires des pays arabes, mis sur le même plan que celui subi par les Noirs aux États-Unis,.
Des jeunes dalits originaires de Bombay forment en 1972 le Dalit Panther Movement (DPM) (en) en réaction aux conditions sociales des basses castes auxquelles ils appartiennent. Ils reprennent les symboles du Black Power comme moyen de résistance face à un État jugé non démocratique. Bien que fondé sur le principe de la non-violence, les militants déploient volontiers une rhétorique virulente à l'égard des classes supérieures. Leur manifeste déclare que, selon leur acception, la condition de dalit ne se limite pas au caste mais s'étend à tous les opprimés, néanmoins, dans les faits, la lutte anticaste reste un des axes principaux de leur combat. Il s'est divisé en plusieurs groupes par la suite.
Des organisations similaires aux Bermudes, adoptant des symboles et une orientation politique similaire dans le contexte de la nouvelle gauche.

#### Black Lives Matter
Le 22 octobre 2016, Alicia Garza - à l'origine du mouvement Black Lives Matter - et Ericka Huggins dialoguent à Oakland, en Californie.
S'il est difficile de voir un lien formel entre les Black Panthers Party et le mouvement Black Lives Matter, plusieurs différences et similitudes ont fait l'objet d'articles de presse et d'essais :
- Créations, au moins en partie, en réaction au meurtre d'un jeune noir[173].
- Origines des mouvements à Oakland en Californie[174].
- Utilisation des outils visuels de communication.
- Intégration dans le mouvement des revendications des féministes[171].
- Black Lives Matter revendique l'héritage des Black Panther Party mais se veut plus inclusif[175],[176].

## Historiographie
Les travaux et documents historiques consacrés au Black Panther Party peuvent se diviser en trois périodes depuis son émergence jusqu'au années 2010. Dans un premier temps, les contributions sont constituées de témoignages de partisans ou d'observations extérieures pendant la période d'activité de l'organisation. Ils se focalisent souvent sur la personnalité des trois principaux chefs de file (Seale, Newton et Cleaver) et insistent sur le rôle négatif du FBI et le chapitre de Californie. Les études générales pionnières tendent à réduire le parti comme la déclinaison violente du mouvement des droits civiques. Une seconde vague d'écrits est née en réaction à une biographie à charge de Huey P. Newton écrite par Hugh Pearson, lui imputant en grande partie les échecs du parti et soulignant le caractère pathologique de ses déviances, le dépeignant comme un criminel intelligent et opportuniste ayant succombé à la drogue. En dépit de ses aspects controversés, du parti pris de ses sources, de l'extrapolation des défauts de Newton à l'ensemble du parti et de ses omissions, le livre de Pearson reste pertinent pour évaluer la violence du parti, la trajectoire finale de Newton et l'héritage de la contestation politique dans les gangs afro-américains. Il suscite néanmoins de nombreuses publications visant à réfuter ou à nuancer ces thèses, à recourir à d'autres sources que les récits autobiographiques et journalistiques et à s'intéresser aux membres de la base. L'accent est alors mis sur les contributions spécifiques des divers chapitres, la dimension sociale du parti et l'implication des individus au-delà des seules personnalités. Des militants offrent également des points de vue plus personnels sur leur expérience. Les recherches de la dernière période s'interrogent sur la contribution du parti à la culture afro-américaine, par exemple à travers le Black Power, et américaine au-delà de son identité politique. Elles intègrent par ailleurs la trajectoire du parti dans l'histoire plus large de la contestation radicale américaine et des rapports de classe dans le pays. Des recherches sont encore à mener, par exemple sur les compagnons de route du parti tels que les National Committees to Combat Fascism (Comités nationaux pour combattre le fascisme), ainsi qu'une analyse systématique des programmes de survie et des adhérents.

### Filmographie
- Black Panthers, film documentaire d'Agnès Varda (1968).
- Eldridge Cleaver, Black Panther, William Klein, Alger, ONCIC, 35 mm, couleur, 75 min, 1970.
- The Murder of Fred Hampton, Mike Gray (1971)
- Black Panthers, George Case, États-Unis, 1991, 80 min.
- Panther, film de Mario Van Peebles (1995).
- All Power to the People: The Black Panther Party and Beyond, Lee Lew-Lee, États-Unis, 1996, 1 h 56 min.
- Public Enemy, Jens Meurer, (1999).
- A Huey P. Newton Story, Spike Lee, (2002).
- The Black Power Mixtape 1967-1975 (en), film d'archives de Göran Olsson (2011).
- The Black Panthers: Vanguard of the Revolution (en), film documentaire de Stanley Nelson (en) (2016)
- Judas and the Black Messiah, film de Shaka King, (2021)

#### Publications du Black Panther Party
- Georges Jackson, « Le Maréchal Georges Jackson analyse la bonne méthode pour combattre le fascisme américain », dans Sole Medere Pede Ede Perede Melos, Paris, Gruppen, 2015.
- Michael Tabor, « Capitalisme plus came égale génocide », Gruppen, no 9,‎ 2014.
- Les Panthères noires parlent [« The Black Panthers Speak »] (trad. Serge Poznanski, documents rassemblés et présentés par Philip S. Foner), Paris, Éditions Maspero, coll. « Cahiers libres », 1971 (1re éd. 1970), 334 p. (OCLC 7778514)
- All power to the people : textes et discours des Black Panthers (textes choisis par Philip S. Foner et le collectif Angles morts), Paris, Syllepse, coll. « Radical America », 2016, 389 p. (ISBN 978-2-84950-467-3).

#### Histoire politique des Afro-Américains
- (en-US) Ashley D. Farmer, Remaking Black Power : How Black Women Transformed and Era, Chapel Hill, University of North Carolina Press, 2019, 288 p. (ISBN 978-1-4696-5473-7), p. 80-82
- (en) Jeffrey Ogbonna Green Ogbar, Black Power : Radical politics and African American identity, Johns Hopkins University Press, 2005, 258 p. (ISBN 978-0801882753).
- Caroline Rolland-Diamond, Black America : une histoire des luttes pour l'égalité et la justice (XIXe – XXIe siècle), Paris, La Découverte, coll. « Poche », 2019, 655 p. (ISBN 978-2-348-04181-5).

#### Sur le Black Panther Party
- (en) Curtis J. Austin, Up against the wall : violence in the making and unmaking of the Black Panther Party, Fayetteville, University of Arkansas Press (en), 2006, 456 p. (ISBN 978-1-55728-827-1, présentation en ligne).
- (en) Joshua Bloom et Waldo E. Martin, Black against Empire : The History and Politics of the Black Panther Party, Berkeley & Los Angeles, University of California Press, 2016 (1re éd. 2013), 560 p. (ISBN 978-0-520-29328-1, présentation en ligne).
- Régis Dubois, Eldridge Cleaver, vies et morts d'une Panthère noire, Paris, Éditions Afromundi, 2017, 210 p. (ISBN 978-2919215119).
- (en) Kathleen Cleaver et George Katsiaficas (dir.), Liberation, imagination and the Black Panther party : a new look at the Panthers and their legacy, New York, Routledge, 2001, 336 p. (ISBN 978-0415927840).
- (en) Charles Earl Jones (dir.), The Black Panther party (reconsidered), Baltimore, Black Classic Press, 1998, 519 p. (ISBN 0-933121-96-2, présentation en ligne).
- (en) Murray Kempton (en), The Briar Patch : the trial of the Black Panther 21, New York, Da Capo Press, 1997, 291 p. (ISBN 978-0306807992).
- (en) Jama Lazerow et Yohuru Williams (dir.), In Search of the Black Panther Party : New Perspectives on a Revolutionary Movement, Durham, Duke University Press, 2006, 408 p. (ISBN 978-0-8223-3890-1, présentation en ligne).
- (en-US) Sean L. Malloy, Out of Oakland : Black Panther Party Internationalism During the Cold War, Ithaca, N.Y., Cornell University Press, 2017, XII-306 p. (ISBN 978-1501713422, présentation en ligne).
- (en) Alondra Nelson, Body and soul : the Black Panther Party and the fight against medical discrimination, Minneapolis, Londres, Minneapolis university press, 2011, 289 p. (ISBN 978-0-8166-7649-1).
- Vincent Rickey, Party Music: The Inside Story of the Black Panthers' Band and How Black Power Transformed Soul Music, Lawrence Hill Books, 2013 (présentation en ligne)
- (en) Jane Rhodes, Framing the Black Panthers: the spectacular rise of a Black power icon, New York, The New Press (en), 2007, 404 p. (ISBN 978-1565849617).
- Stephen Shames (en) et Charles E. Jones (préf. Bobby Seale), Black Panthers, Paris, La Martinière, 2006, 151 p. (ISBN 978-2732435077). Ouvrage de photographies prises entre 1967 et 1973
- Tom Van Eersel, Les Panthères noires : histoire du Black Panther Party, Paris, L'Échappée, 2006, 159 p. (ISBN 978-2915830071).
- David Cénou, Panthers in the hole, Paris, La Boîte à bulles, 2014, 128 p. (ISBN 978-2849531952).
- David F. Walker et Marcus Kwame Anderson, Black Panthers - Il était une fois la révolution afro-américaine, Paris, Massot, 2021 (ISBN 978-2-38035-338-9)

#### Témoignages
- Earl Anthony, Prenons les armes !, Paris, Présence africaine, 1971, 164 p.
- Eldridge Cleaver, Panthère noire (Soul on Ice), Paris, Éditions du Seuil, coll. « Combats », 1970, 216 p.
- George Jackson, Les Frères de Soledad, Paris, Éditions Gallimard, 1971, 240 p. (ISBN 978-2070278015).
- John Lewis, Walking with the wind: a memoir of the movement, New York, Simon & Schuster, 1998, 353 p. (ISBN 0684810654).
- Bobby Seale, À l'affût : histoire du parti des Panthères noires et de Huey Newton, Paris, Éditions Gallimard, 1972, 376 p. (ISBN 978-2070281404).
- Bobby Seale, Seize the time, Baltimore, Black Classic Press (en), 1968 (réimpr. 1997).